# Église Saint-Ouen de Therdonne
Pour les articles homonymes, voir Église Saint-Ouen.
L'église Saint-Ouen est une église catholique paroissiale située à Therdonne, dans le département de l'Oise, en France. Elle est totalement isolée des habitations. Sa vaste nef unique, maintes fois réparée, remonte en partie au XIe siècle, comme le donne à penser son appareil de petits moellons cubiques récupérés d'édifices gallo-romains démantelés. Son transept et son chœur, composé d'une travée droite et d'une abside à cinq pans, est de style gothique flamboyant, et date du premier quart du XVIe siècle. Au niveau de l'ancien diocèse de Beauvais, cet ensemble d'une exécution soignée représente l'une des réalisations flamboyantes les plus remarquables dans le milieu rural. La consécration des deux chapelles dans les croisillons n'est intervenue que tardivement, en 1556. Le clocher, implanté au sud de la nef, près du croisillon sud, n'a été bâti qu'entre 1674 et 1676, et remplace un clocher roman victime d'intempéries, dont il imite le style. Le portail est de style classique. L'église Saint-Ouen a été classée monument historique par arrêté du 31 juillet 1913. Elle est aujourd'hui affilié à la paroisse Saint-Louis de Bresles, et des messes dominicales anticipées y sont célébrées irrégulièrement.

## Localisation

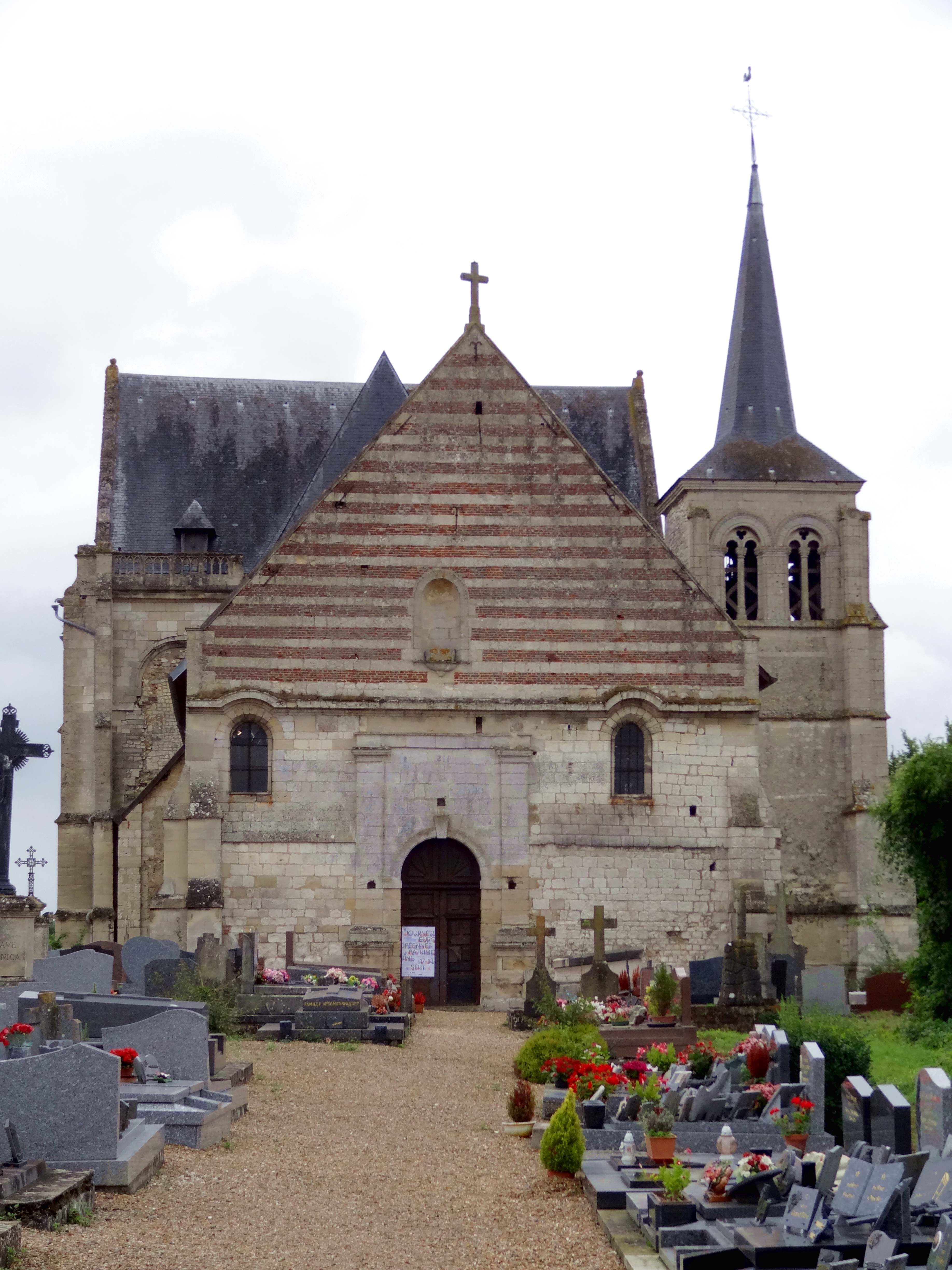
Vue depuis l'ouest.

L'église Saint-Ouen est située en France, en région Hauts-de-France et dans le département de l'Oise, dans l'agglomération de Beauvais, sur la commune de Therdonne, à mi-chemin entre le hameau de Wagicourt (de la même commune), plus proche de Beauvais, et le chef-lieu, rue du Général-de-Gaulle, soit l'ancien itinéraire de la RN 31, dans le cimetière communal. L'église est ainsi complètement isolée des habitations. Louis Graves fournit l'explication de cet isolement : « Cette commune fut longtemps appelée Saint-Ouen, du nom du principal village qui était situé près de l'église et qui a été détruit au commencement du siècle dernier par un incendie ». Luc et Dominique Bureller signalent toutefois que les registres paroissiaux ne livrent aucun indice de l'existence ancien d'un tel village. Dans la région, Therdonne n'est pas la seule église bâtie loin du village. D'autres exemples sont Bouillancy, Laigneville, Montagny-Sainte-Félicité, Nucourt, Saint-Sulpice et Brenouille avant l'étalement récent du tissu urbain. — La plus grande partie du cimetière s'étend devant la façade occidentale. L'élévation septentrionale est alignée sur la route. Au sud, l'enclos cimetière est délimité par un bois, et le terrain descend vers la vallée marécageuse du Thérain.

## Histoire

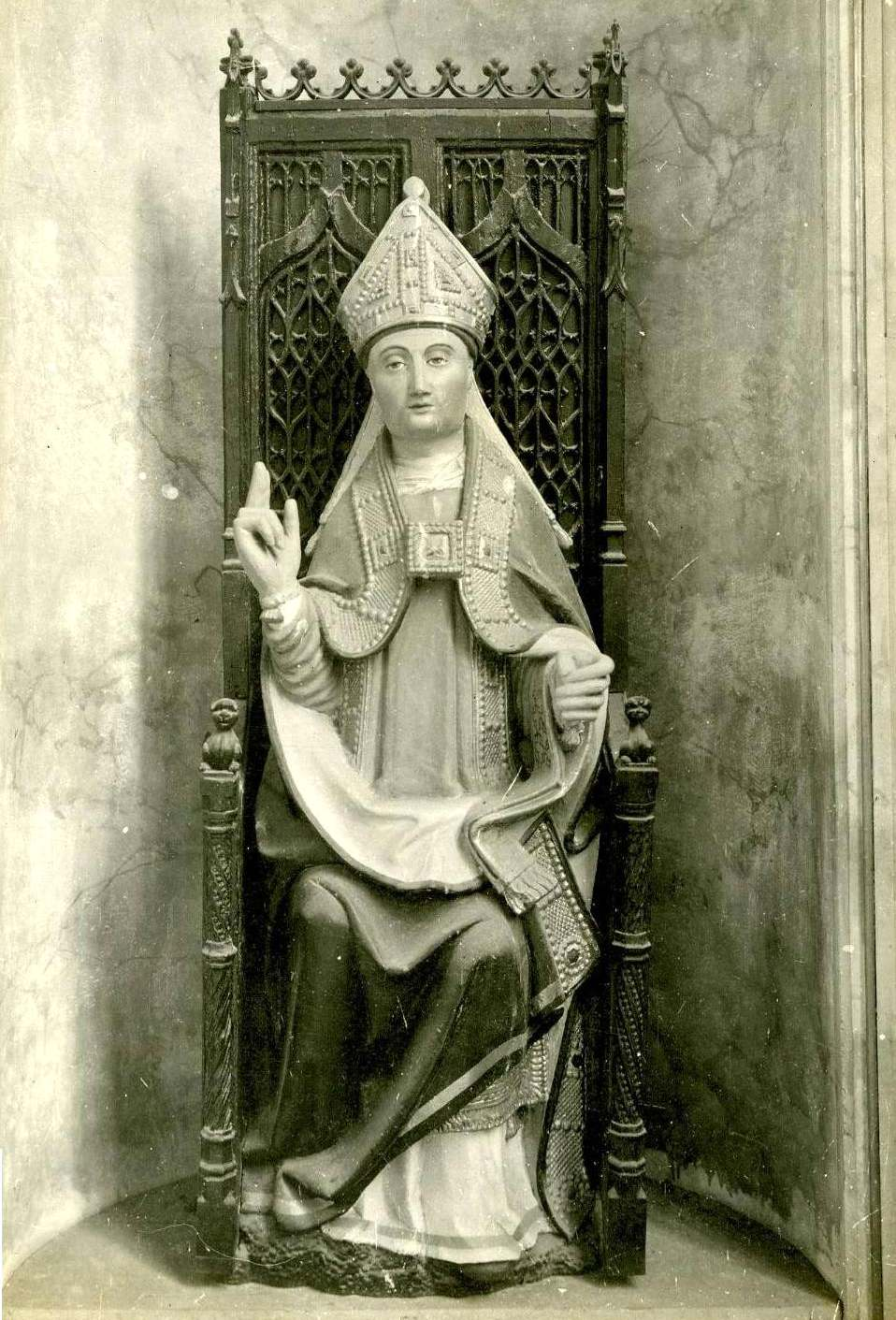
Statue de saint Ouen.

Les origines de la paroisse se perdent dans le temps. En 1099, Hugues de Gerberoy, frère du vidame Garnier et doyen du chapitre et la cathédrale de Beauvais, donne l'église de Therdonne aux chapitres de Gerberoy et de Beauvais pour moitié. Ces deux chapitres nomment ainsi alternativement à la cure. Les chanoines de Beauvais possèdent une grange dîmière adossée à la nef. Sous l'Ancien Régime, Therdonne relève du doyenné de Mouchy, de l'archidiaconé de Clermont et du diocèse de Beauvais. Son église est dédiée à Ouen de Rouen : c'est la seule église du diocèse à porter ce vocable. La construction de l'église actuelle commence à la fin du Xe ou à la première moitié du XIe siècle, époque de laquelle date en grande partie le gros-œuvre de la vaste nef unique. Dominique Vermand souligne que pratiquement toutes les églises du Beauvaisis de cette époque sont à nef unique, seule la Basse-Œuvre de Beauvais et jadis Montmille étant de plan basilical. L'hypothèse de Luc et Dominique Bureller, que l'ampleur de la nef s'explique par l'existence ancienne de bas-côtés, est donc sans fondement. Louis Graves assure que « ce village avait quelque importance au Moyen Âge ; au quatorzième siècle il y avait, le jour de Saint-Ouen, une foire devant l'église ». Dominique Vermand signale en outre que la nef de Therdonne se caractérise par un appareil de pastoureaux, petits moellons cubiques récupérés d'édifices gallo-romains démantelés, ce qui est considéré comme un signe de grande ancienneté. Seulement la Basse-Œuvre, Notre-Dame-du-Thil à Beauvais, Bresles, Hermes et Montmille sont dans le même cas. Cependant, la nef se présente aujourd'hui comme une construction disparate en raison des nombreuses réparations profondes, dont une au début du XIXe siècle, dont proviennent probablement les tirants en fer qui remplacent les entraits et poinçons de la charpente, les fenêtres entourées de briques au nord et les reprises ponctuelles du parement extérieur en briques. Louis Graves qualifie ainsi la nef de construction récente, tout en insistant sur la similitude de l'appareil avec les remparts gallo-romains de Beauvais.

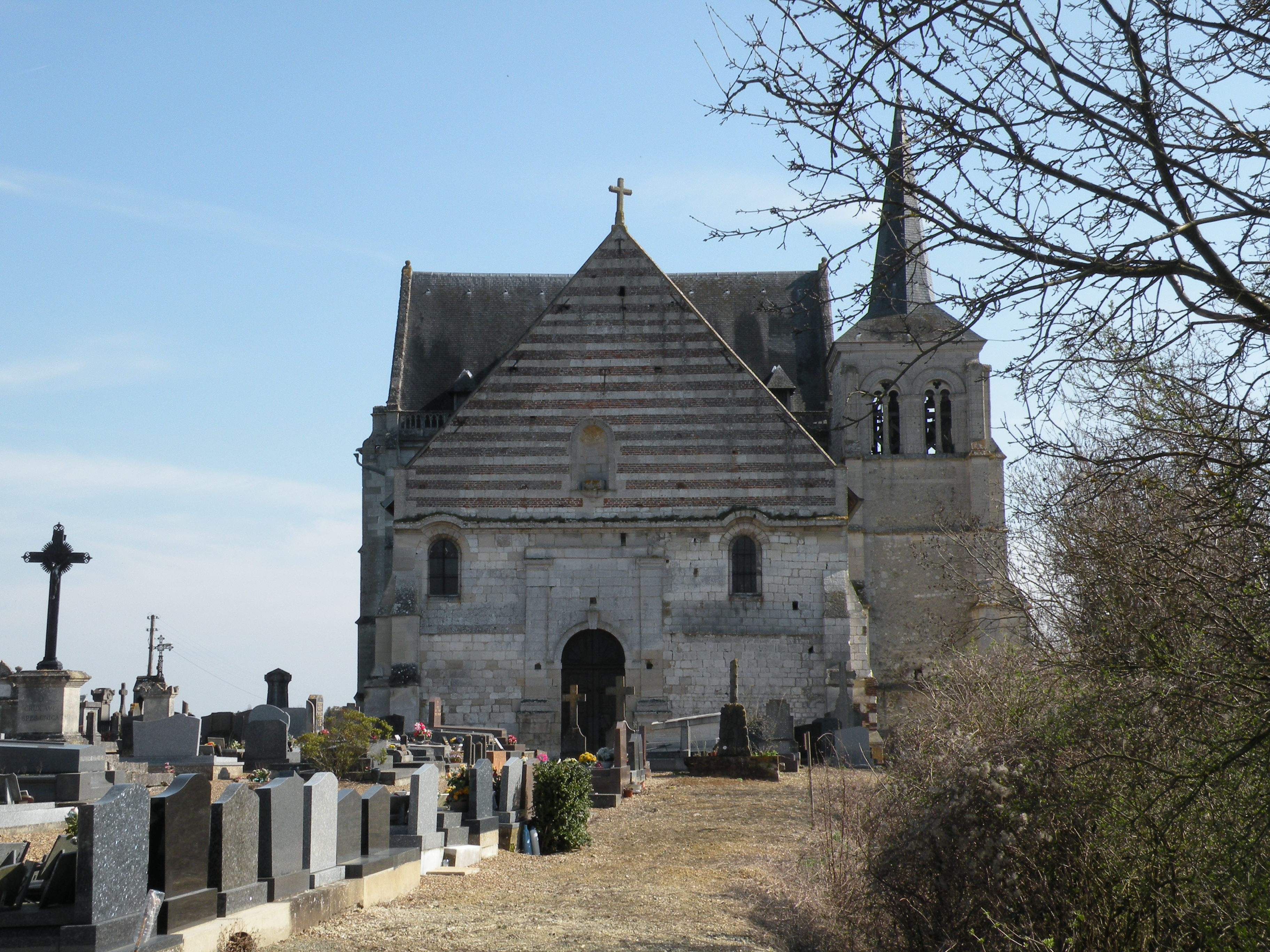
Vue depuis l'ouest.

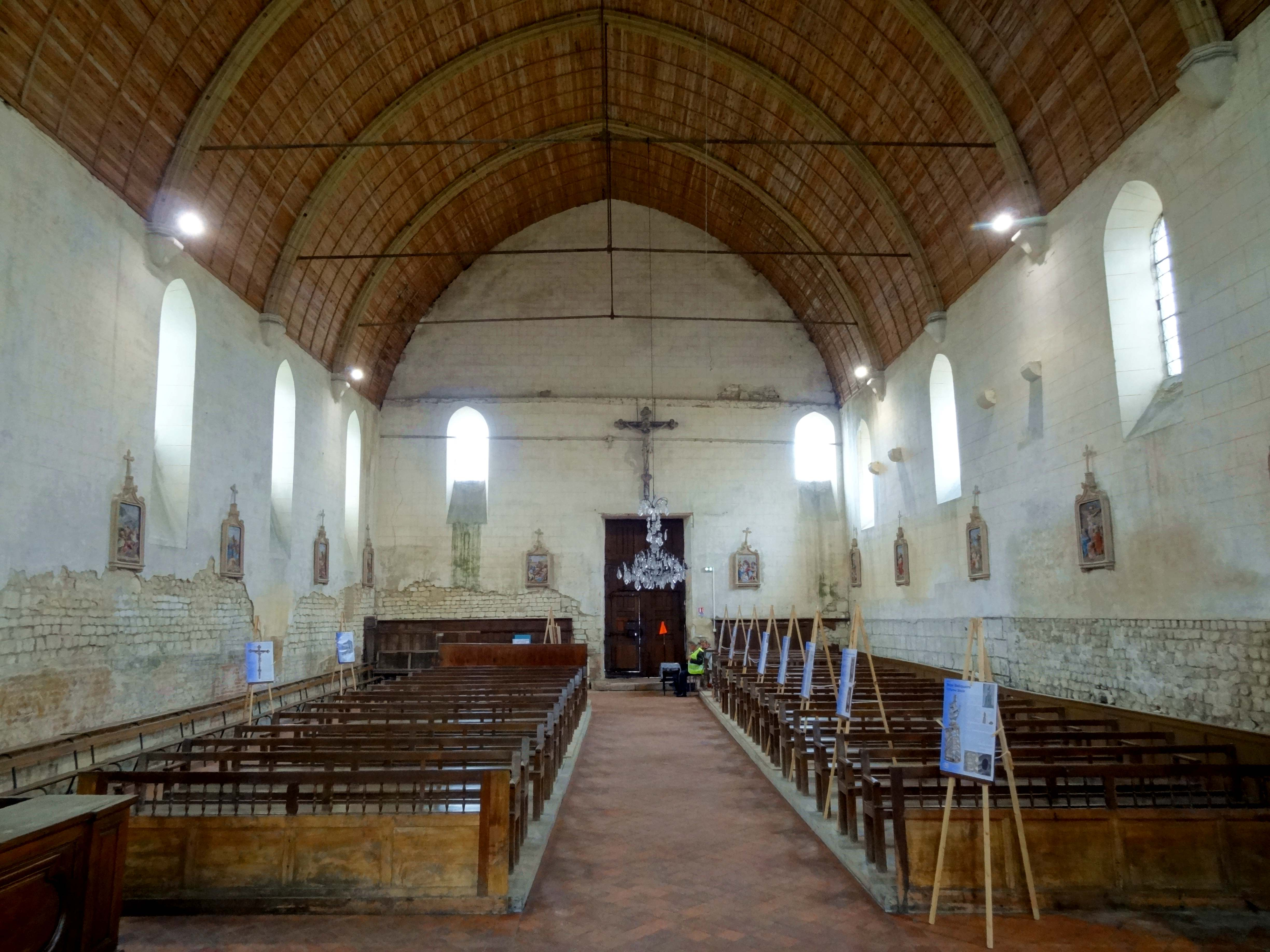
Nef, vue vers l'ouest.

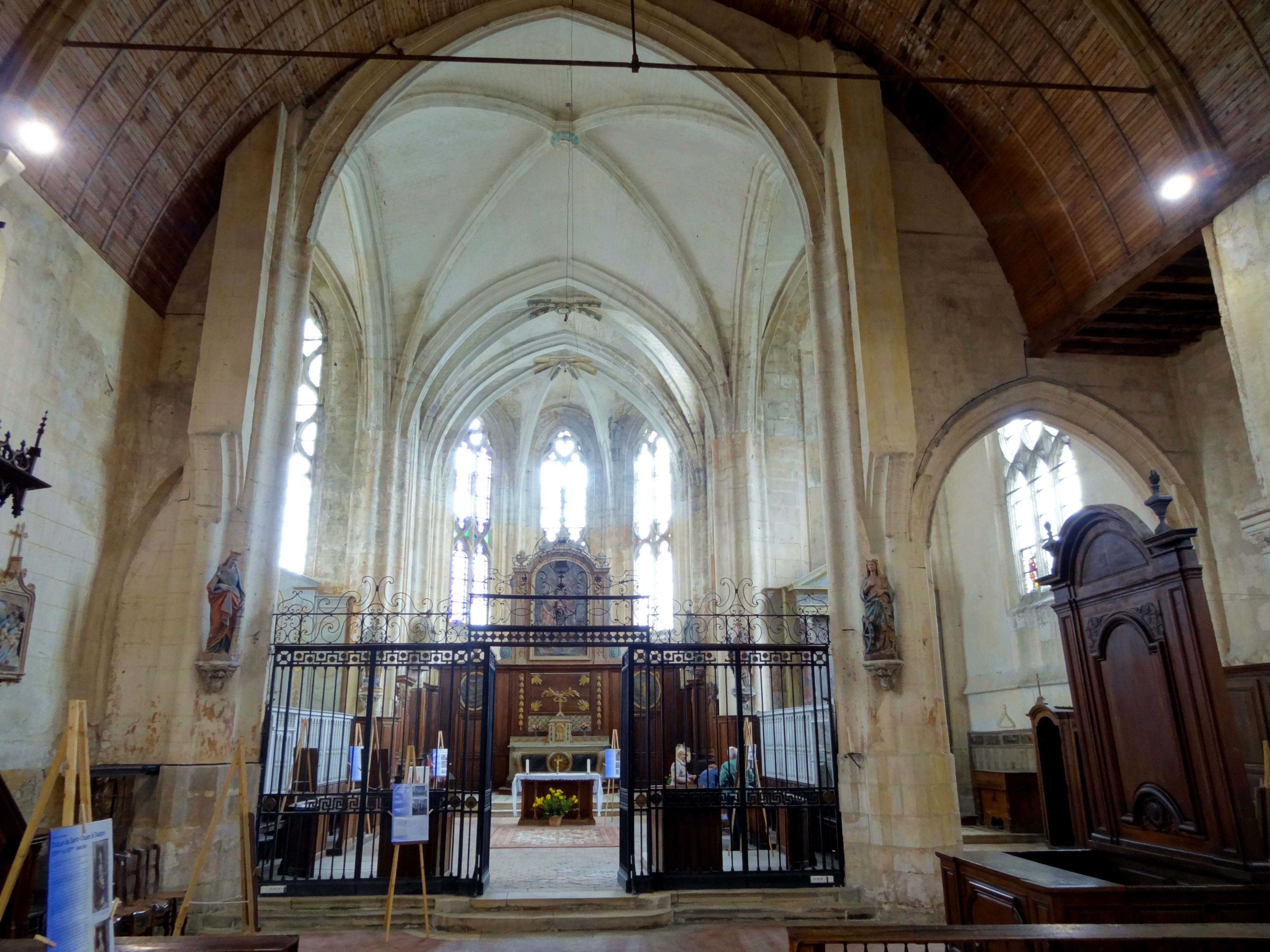
Nef, vue dans le chœur.

Le sanctuaire médiéval, dont l'on ignore tout, est jeté bas au début du XVIe siècle, et remplacé par un chœur gothique flamboyant, dont les dimensions généreuses sont à la hauteur de celles de la nef. Cependant, l'achèvement des deux croisillons est peut-être ajourné, car les chapelles qu'ils abritent ne sont consacrées que le 25 septembre 1556. Le compte-rendu de la consécration s'est conservé, mais selon Luc et Dominique Bureller, le document n'a pu être déchiffré. On peut seulement conclure des statues présentes dans les chapelles que celle du nord est dédiée à la Vierge Marie, et celle du sud, à saint Nicolas. Ces titres apparaissent aussi dans les registres paroissiaux, dans le contexte d'inhumations. Y est citée également la chapelle du Rosaire, mais il pourrait s'agir de la chapelle située jadis à côté du presbytère, au hameau de Wagicourt. Le clocher est emporté par un coup de vent, et reconstruit en 1616,. Louis Graves rapporte que le clocher « fut détruit de nouveau en 1638, et écrasa en tombant les voûtes de la nef qu'on n'a pu rétablir en bois ». Rien n'indique cependant que la nef ait jamais été voûtée de pierre. Deux nouvelles cloches, baptisées Ouen et Catherine, sont bénites le 27 juin 1668. En cette année, le clocher subit une nouvelle chute (incident non mentionné par Graves). L'histoire ne dit pas ce qui advient des cloches. La reconstruction intervient en 1674. Les archives départementales conservent le marché passé avec le maître-maçon Nicolas de Bigué demeurant à Caillouel, sur la paroisse de Hermes, en date du 30 mai 1674. Les habitants s'engagent à fournir les matériaux, et ce sont les ruines du château de Barbanson, dans les marais du Thérain, qui servent de carrière. Louis Graves dit que le clocher est rebâti sans flèche. À moins que l'auteur n'entende flèche de pierre, il faudrait en conclure que la flèche de charpente soit postérieure à 1830. Il observe judicieusement que « la forme arrondie de ses ouïes lui donne l'aspect d'un édifice roman, ce qui permet de penser qu'on l'a refait sur le modèle du clocher primitif ». Le porche devant le portail occidental est détruit par la grande tempête de 1705. En février 1791, sous la Révolution française, la grange dîmière est vendue comme bien national à Éloi L'Étuve, boulenger-épicier à Rochy-Condé, qui ne l'acquiert que pour récupérer les matériaux. Elle est donc démolie.
Le destin de l'église sous la Révolution n'est pas encore connue dans les détails. Le registre paroissial est saisi le 29 octobre 1792. Dans la même année, l'abbé Étienne Lecat, curé de Therdonne depuis 1766, est arrêté et emprisonné au château de Chantilly. Il s'exile ensuite en Allemagne. L'assemblée des habitants se réunit dans l'église pour élire le premier maire de la commune Saint-Ouen-Therdonne, Lucien Patard. Deux ans après la signature du concordat de 1801, l'abbé Lecat rentre d'exil, mais épuisé et très âgé, il se retire à Beauvais un an plus tard, et vit encore jusqu'en 1814. En 1843, l'abbé Jean-Baptiste Delamarre est nommé curé de Therdonne. C'est le curé dont le ministère dans la paroisse dure le plus longtemps parmi tous ceux qui sont connus depuis 1620. L'un de ses mérites est de construire, de ses propres mains, une chapelle dite de secours au centre du bourg. Elle est consacrée le 19 octobre 1851 par Mgr Joseph-Armand Gignoux, évêque de Beauvais. Malgré cela, l'abbé Delamarre finit par être oublié des paroissiens. Dans les années 1950, sa tombe, située à droite en sortant de l'église, faillit être convertie en caveau provisoire. Après la mort de l'abbé Delamarre, la cure de Therdonne reste vacante jusqu'en 1900. Les abbés Duret et Marielle sont les dernières curés de Therdonne. L'église est classée monument historique par arrêté du 31 juillet 1913. Seulement huit ans après la loi de séparation des Églises et de l'État, le départ de l'abbé Marielle en 1913 implique la fin de la paroisse indépendante de Therdonne. Elle est ensuite desservie par le curé de l'une des paroisses voisines, à savoir Warluis, Allonne, Nivilliers, Marissel et Laversines. Avec le père Jean Vasseur, qui officie à Therdonne entre 1957 et 2008, la paroisse connaît pour une deuxième fois une longue période de constance. Depuis 1996, Therdonne est affiliée à la paroisse Saint-Louis de Bresles, qui s'étend sur quatorze communes. L'église Saint-Ouen accueille des messes dominicales anticipées quelques rares fois par an.

## Description

### Aperçu général

Plan de l'église.

Bâtie parallèlement à la route, l'église est orientée un peu irrégulièrement, avec une nette déviation de l'axe vers le sud-est du côté du chevet. Elle répond à un plan assez simple, mais non symétrique, en raison du désaxement du transept par rapport à la nef, et de la présence du clocher au sud de la nef, dans l'angle avec le croisillon sud, mais sans toucher au mur de la nef. Sa cage ne communique ainsi pas avec l'intérieur de l'église. L'église se compose d'une vaste nef unique ; d'un transept dont les croisillons ne représentent que la moitié de la superficie de la croisée ; et d'un chœur comportant une courte travée droite et une abside à cinq pans. La nef communique directement avec le croisillon sud grâce à une grande arcade et un renfoncement dans son mur gouttereau sud, qui permet de donner assez de largeur a cette arcade. En revanche, la nef n'est pas directement reliée au croisillon nord. Un petit local voûté en berceau flanque le croisillon nord du côté ouest. On y trouve l'ancien accès à un souterrain, dont de début s'est effondré lors de la Seconde Guerre mondiale, et qui aurait jadis abouti sur le bois de la Motte, dans un champ, au nord de l'église. L'espace derrière le retable du maître-autel, au fond de l'abside, tient lieu de sacristie. La nef n'est pas voûtée. Elle est recouverte d'un lambris épousant la forme d'une voûte en berceau brisé. Les travées orientales sont voûtées d'ogives. Le portail occidental constitue aujourd'hui l'unique accès à l'église. La nef est couverte d'une toiture à deux rampants avec un pignon en façade. Le transept est muni d'une toiture perpendiculaire à l'axe de l'édifice, avec des pignons aux deux extrémités nord et sud. Le clocher est coiffé d'une fine flèche octogonale en charpente, qui est recouverte d'ardoise.

### Nef

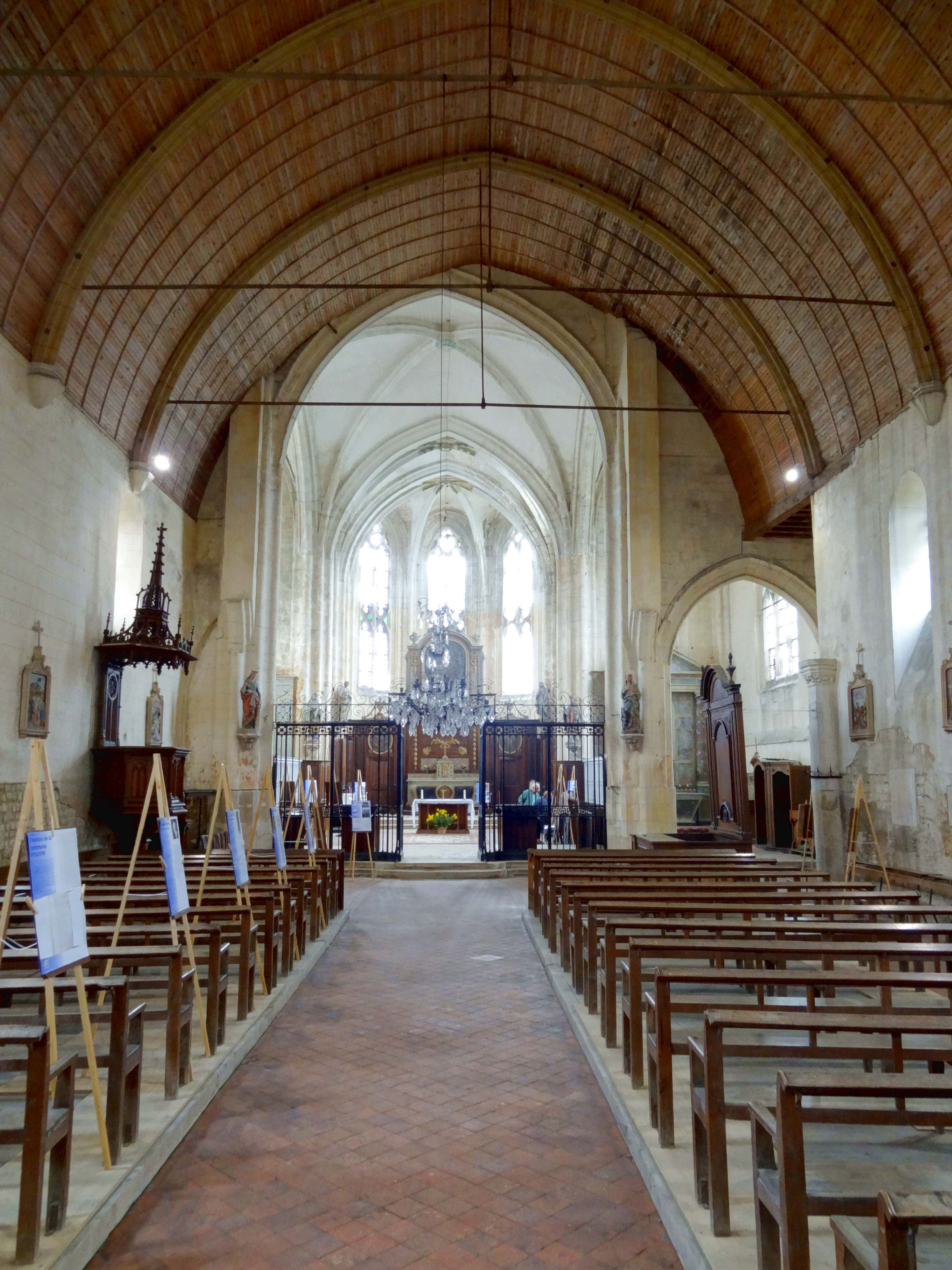
Nef, vue vers l'est.

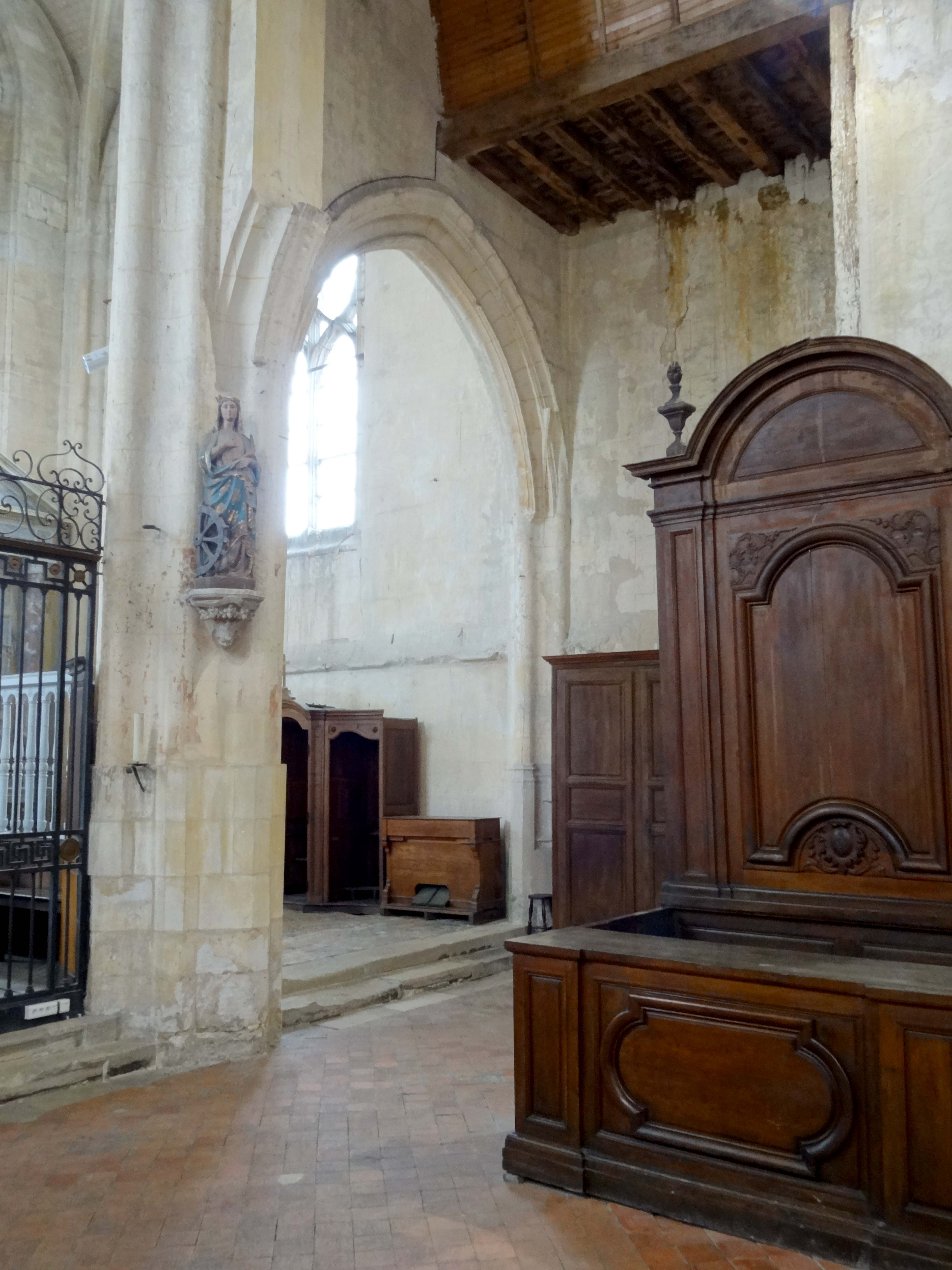
Raccordement avec le croisillon sud.

D'un aspect nu et lisse, bâtie sans aucun artifice décoratif, la nef de Therdonne est tout à fait représentative de l'architecture de tradition carolingienne de la fin du XIe et du XIe siècle dans le Beauvaisis. D'autres exemples sont Notre-Dame-du-Thil à Beauvais, Bresles, Essuiles, Guignecourt, Hermes, Saint-Martin-le-Nœud, Ponchon et Velennes. Bresles et Therdonne sont les plus vastes. Elles ont en commun une largeur dépassant la hauteur des murs gouttereaux, et ne sont donc pas de proportions élancées, ce qui est compensé à Therdonne par la haute « voûte » lambrissée. On considère ces nefs généralement comme romanes, mais l'architecture romane apparaît en fait assez tardivement dans le nord de l'Île-de-France, au cours des années 1070. Toutes ces nefs possèdent à l'origine entre quatre et six fenêtres haut percées de chaque côté, avec des claveaux appareillés et sans ébrasement extérieur. Les fenêtres sont en plein cintre et souvent plus grandes que dans les nefs romanes du début du XIIe siècle. En l'occurrence, et Therdonne n'est pas seul dans le cas, elles ont toutes été agrandies.
Au nord, la réfection des fenêtres ne devrait remonter qu'au début du XIXe siècle, et faire suite à la démolition de la grange accolée au mur septentrional jusqu'à la fin du XVIIIe siècle. Au sud, le pourtour des baies est soigneusement appareillé en pierre de moyen appareil, et pourvu d'un ébrasement. Ces baies ressemblent aux deux fenêtres de la façade, à gauche et à droite du portail, et sont susceptibles d'être contemporaines de la façade, qui est datable de la seconde moitié du XIIe siècle grâce aux deux contreforts qui épaulent l'angle sud-ouest. Presque plats, et n'atteignant pas la couronne des murs, ils sont scandés par un glacis très pentu formant larmier, et se terminent par un larmier analogue. Les deux contreforts à l'angle nord-ouest ont été refaits à l'identique lors d'une restauration. Les contreforts intermédiaires du mur méridional sont eux aussi assez semblables, mais plus saillants, et comptent un larmier supplémentaire près du sol. Ils évoquent davantage le XIIIe siècle. On même temps que l'on refit les contreforts au sud, l'on perça un petit portail dans la troisième travée. Il a été bouché avec des matériaux de récupération, dont un petit tympan avec un arc brisé en bas-relief, et des tambour de colonne.
Pour des raisons inconnues, le portail occidental est désaxé vers le nord, et les deux fenêtres de la façade, placées à équidistance du portail, le sont donc aussi. Le portail, en plein cintre à l'extérieur, mais rectangulaire à l'intérieur, n'est pas davantage roman que les fenêtres. Les deux pilastres doriques lisses qui cantonnent son avant-corps très légèrement saillant se rattachent à l'architecture classique. Puisqu'on y voit encore les trois trous de boulin des poutres du porche, détruit en 1705, on peut dater ce portail du XVIIe siècle. En jugeant d'après la niche à statue en plein cintre très sobre du pignon, celui-ci a pu être bâti en même temps que le portail. Des assises en pierre de taille y alternent avec cinq assises de briques.
Difficilement datable est le lambris du plafond. Bien entendu, la charpente en carène renversée qu'il dissimule était primitivement munie d'entraits et de poinçons. Sa forme en berceau brisé correspond à la période gothique, et suggère donc une époque antérieure à celle du pignon et du portail. Au début du XVIe siècle, le remplacement de la nef actuelle par une construction gothique était pourtant en projet, comme le prouvent les départs d'arcades à l'ouest des contreforts occidentaux de la croisée du transept. On a même prévu un tailloir au-dessus d'une console sculptée d'une chimère et de feuillages afin de recevoir le dernier arc-doubleau perpendiculaire d'un hypothétique bas-côté sud. Peut-être la charpente est-elle encore plus ancienne, car sa réfection à un moment que la démolition de la vieille nef se dessine semble peu probable. Lors de la reconstruction de la nef au début du XIXe siècle, les entraits et poinçons ont été retirés, et remplacés par des tirants en fer. Comme le montre une photo de Henri Chaine de 1913/14, le lambris a été enduit et peint en faux-appareil : le but était donc de suggérer une voûte de pierre. Mais au début du XXe siècle déjà, l'enduit s'effrite et commence à tomber. Tout ce qui reste de l'architecture d'origine sont en somme le volume, les contreforts plats au nord, et l'appareil en petite moellons cubiques des murs gouttereaux. Si le parement extérieur a été en partie repris, il reste homogène à l'intérieur, où il a été remis à nu jusqu'à un mètre et demi de hauteur environ en raison de l'effritement de l'enduit sous l'effet de l'humidité montante.

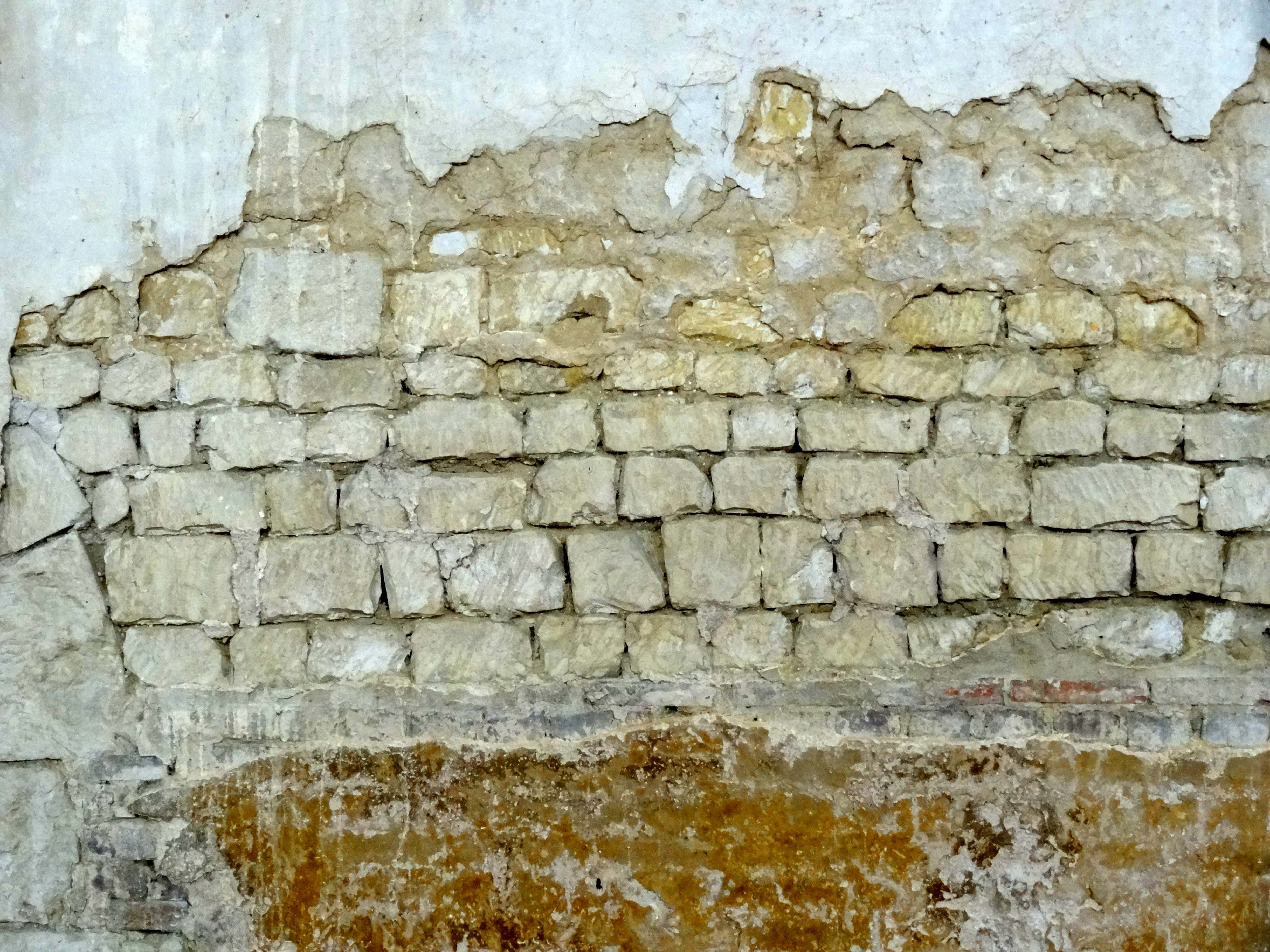
Appareil de pastoureaux à l'intérieur.
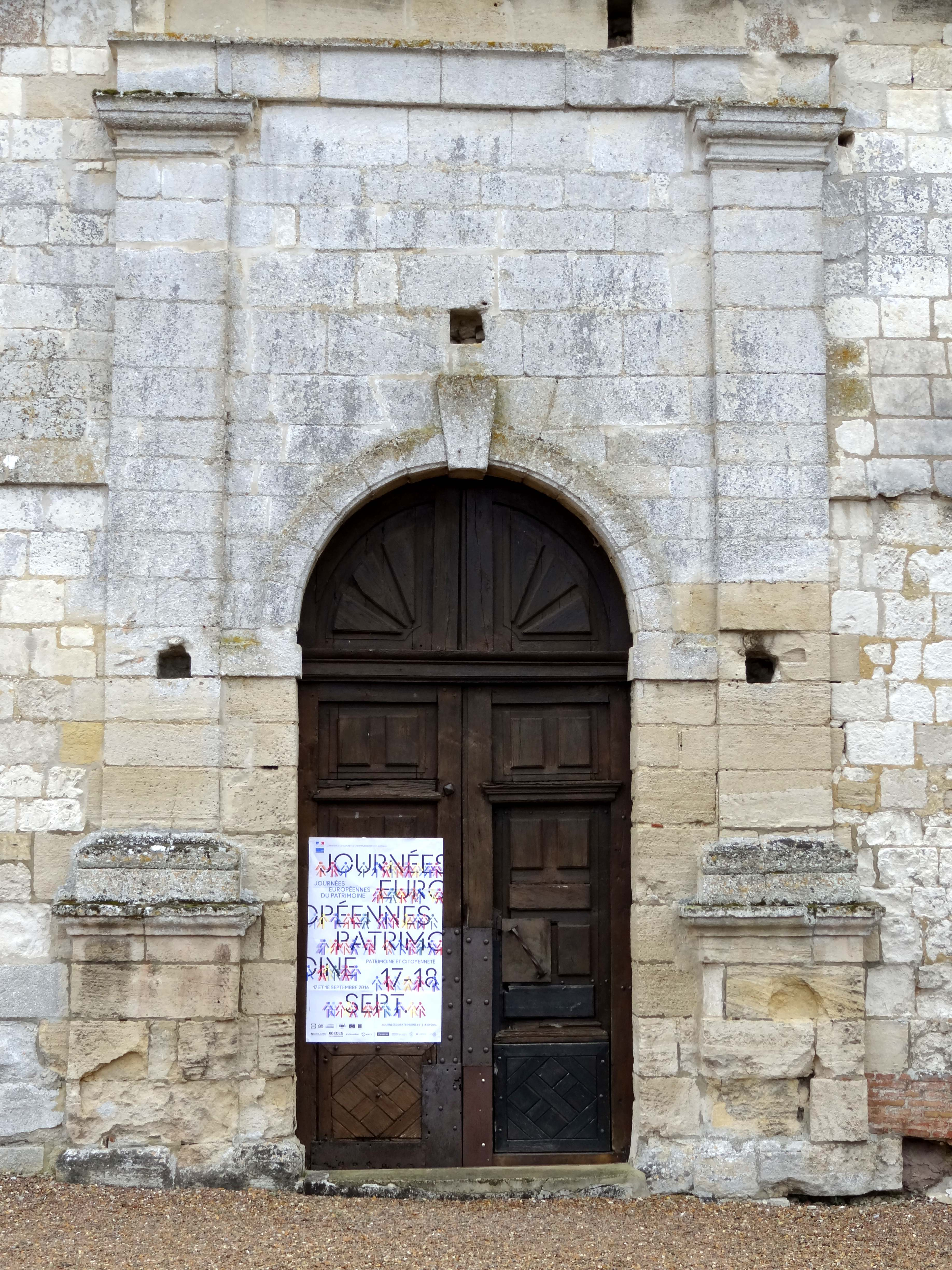
Portail occidental, côté extérieur.
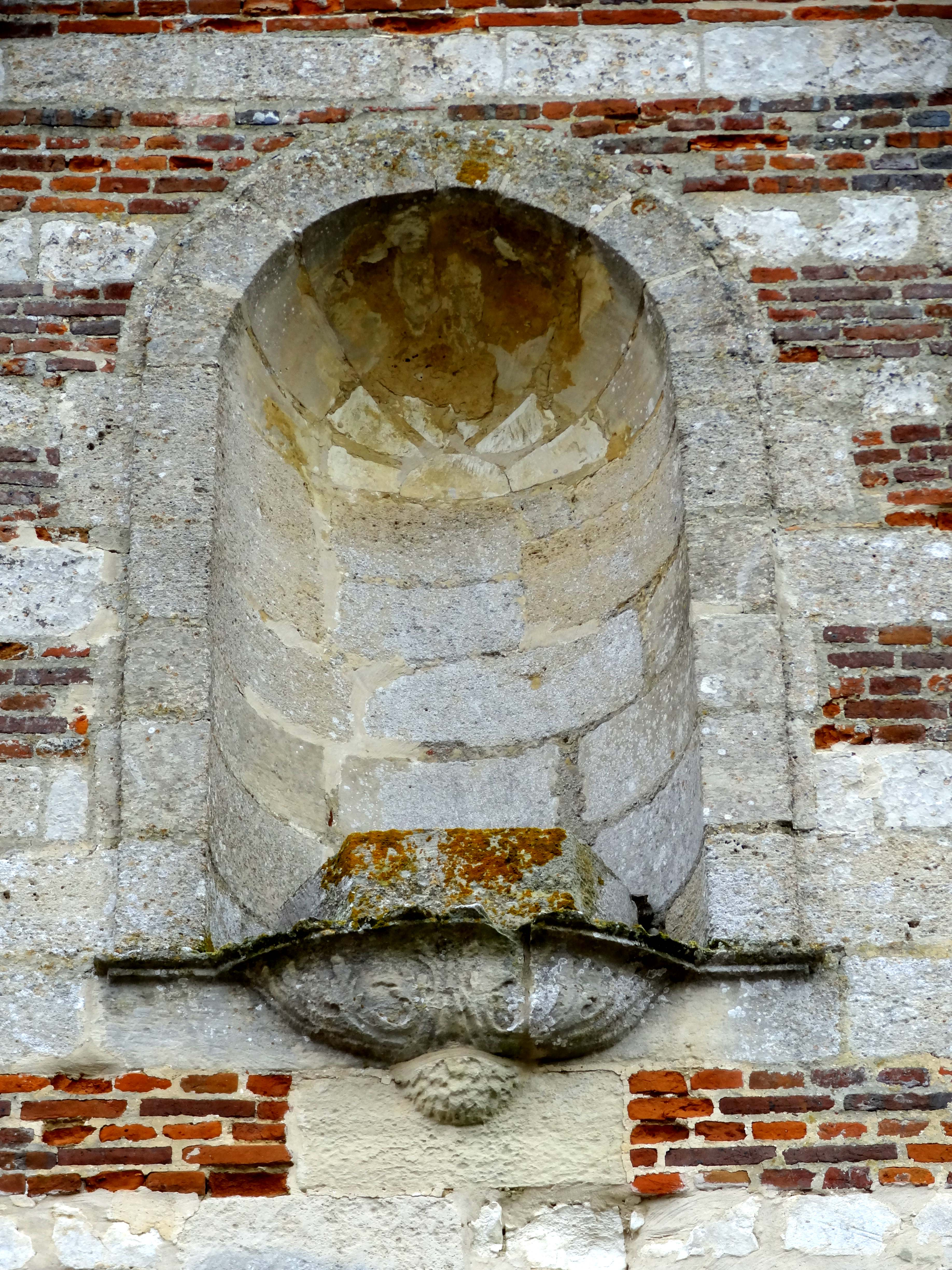
Niche à statue du pignon.
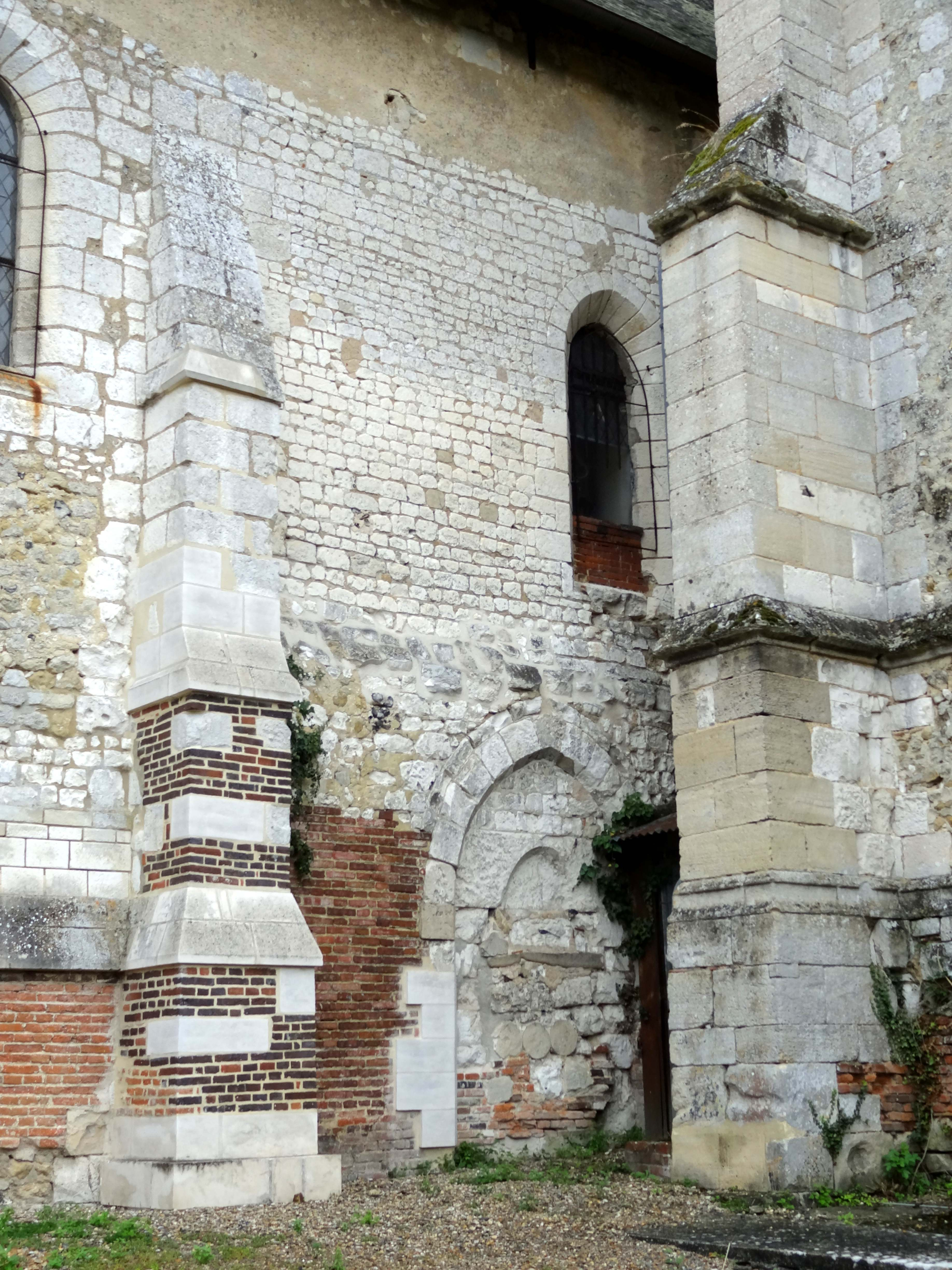
4e travée, mur extérieur, côté sud.
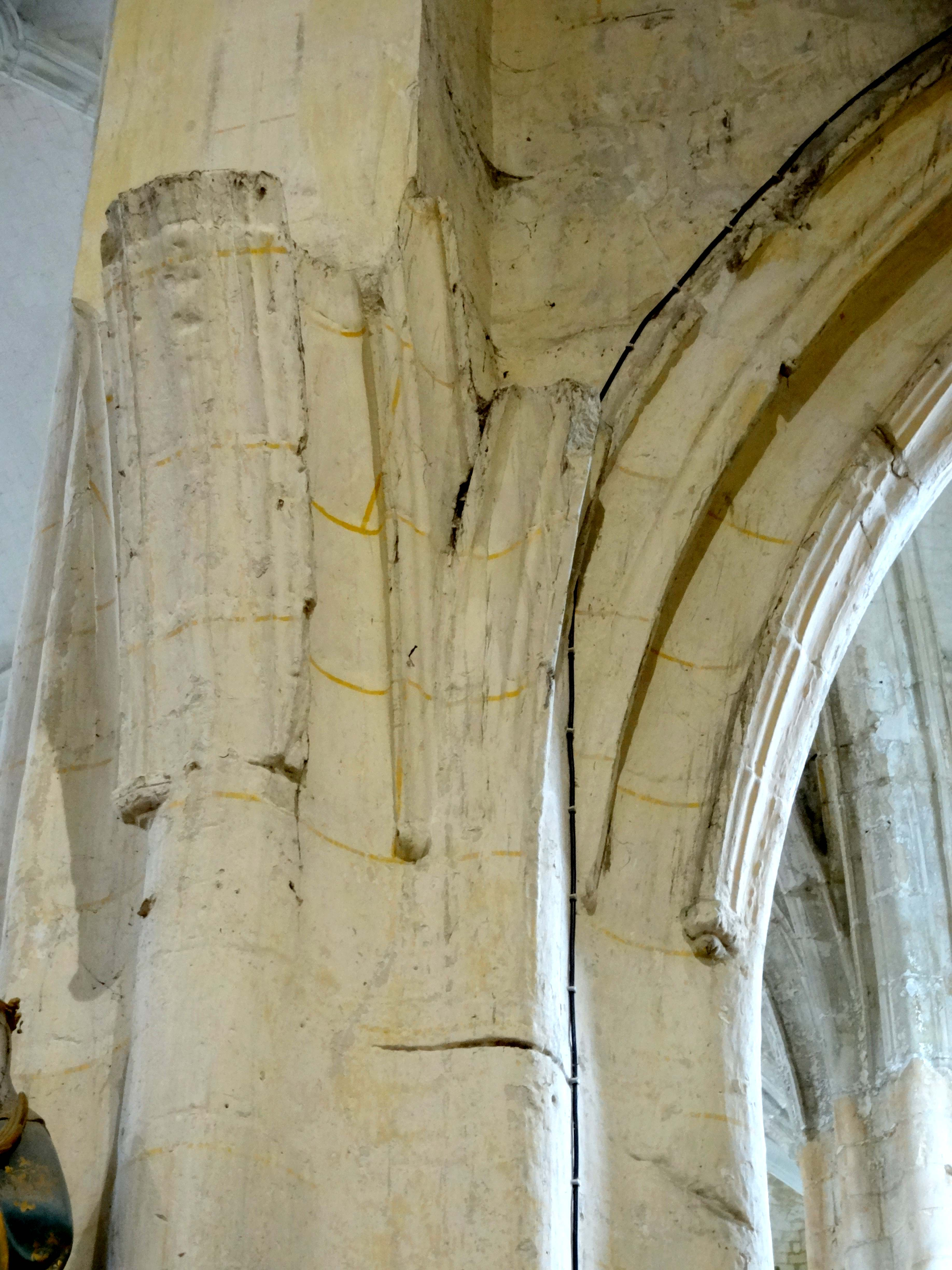
Départ des arcades flamboyantes.
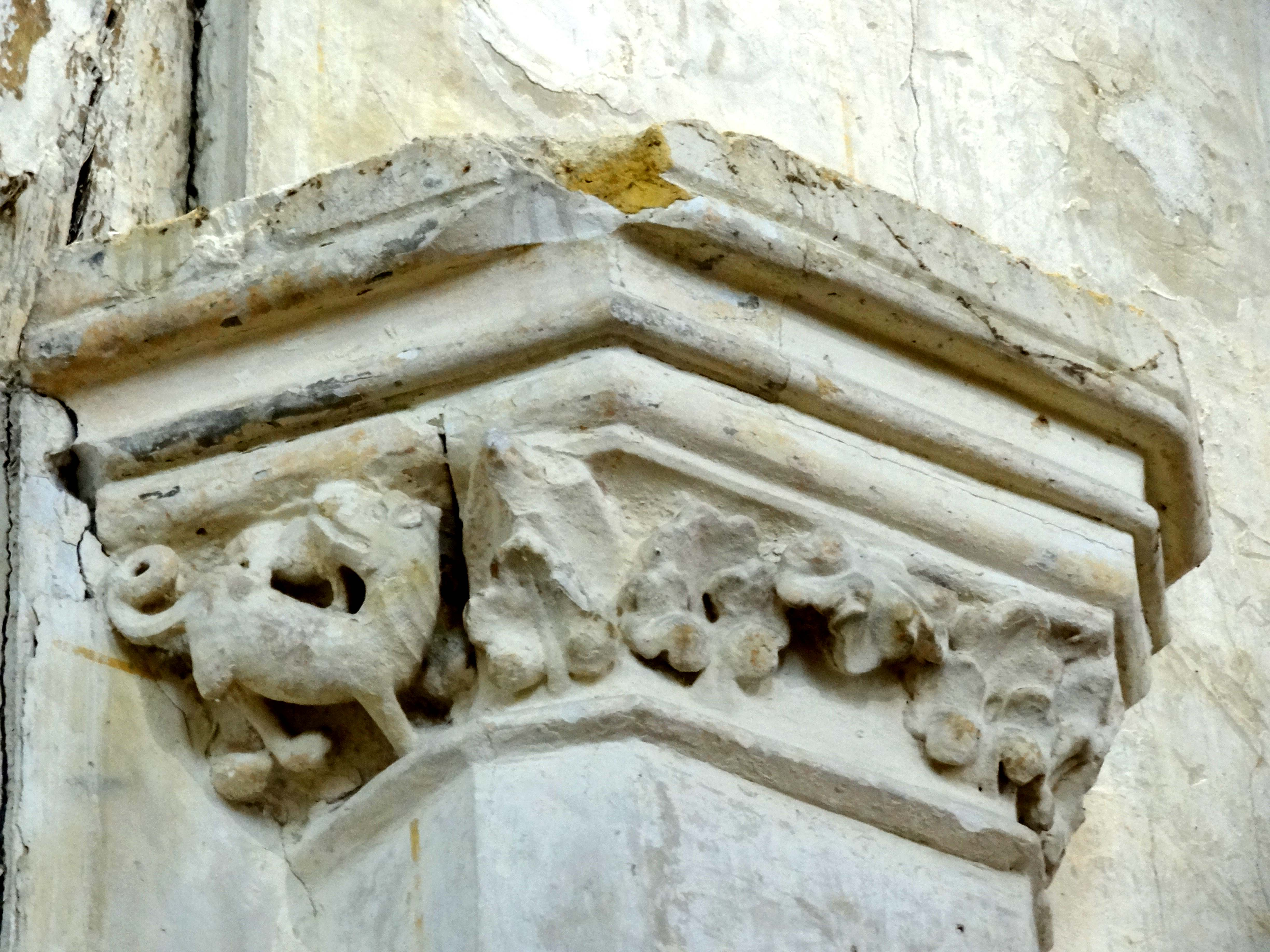
Console flamboyante pour le bas-côté sud.

### Intérieur du transept et du chœur

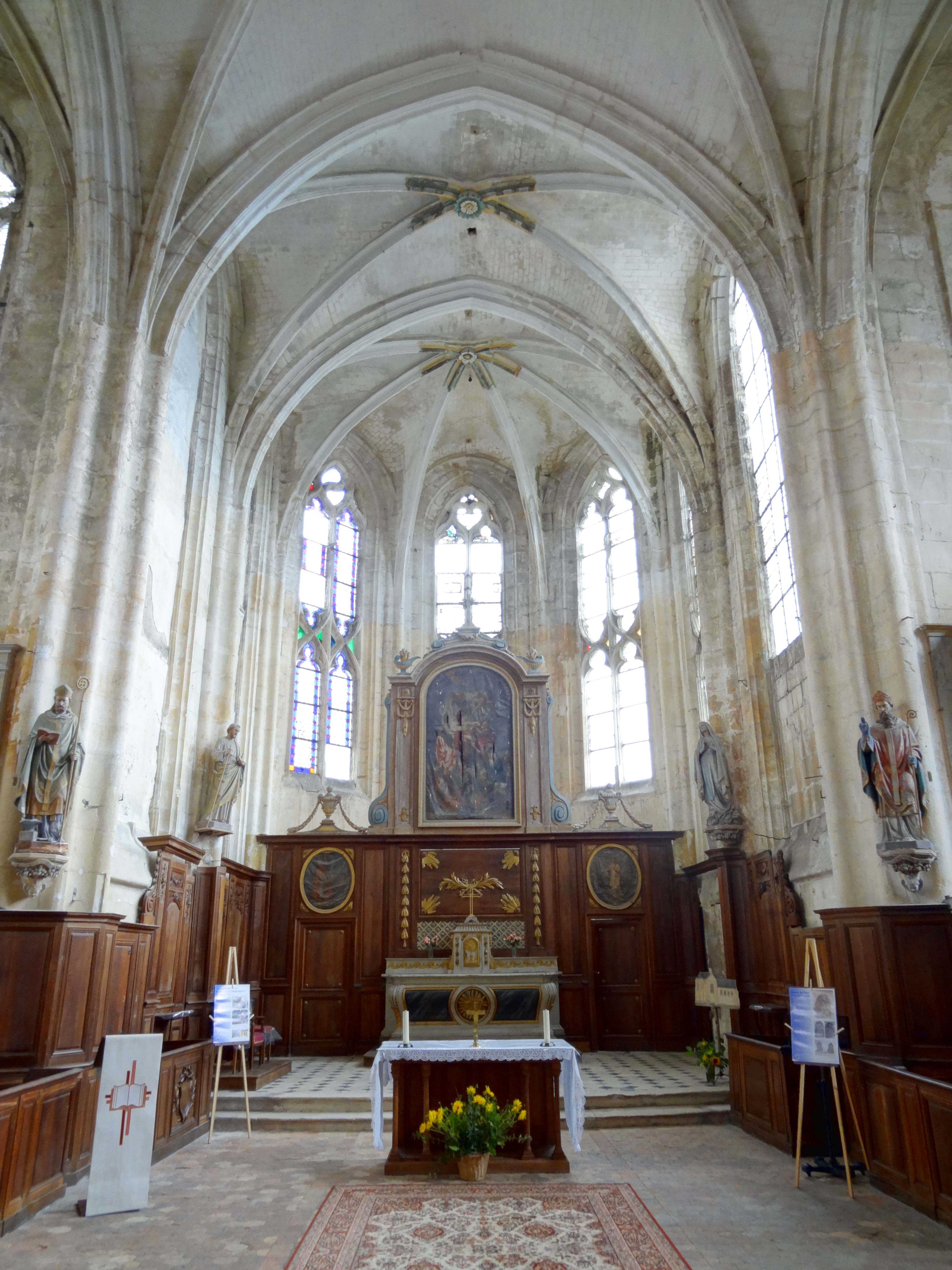
Croisée, vue vers l'est.

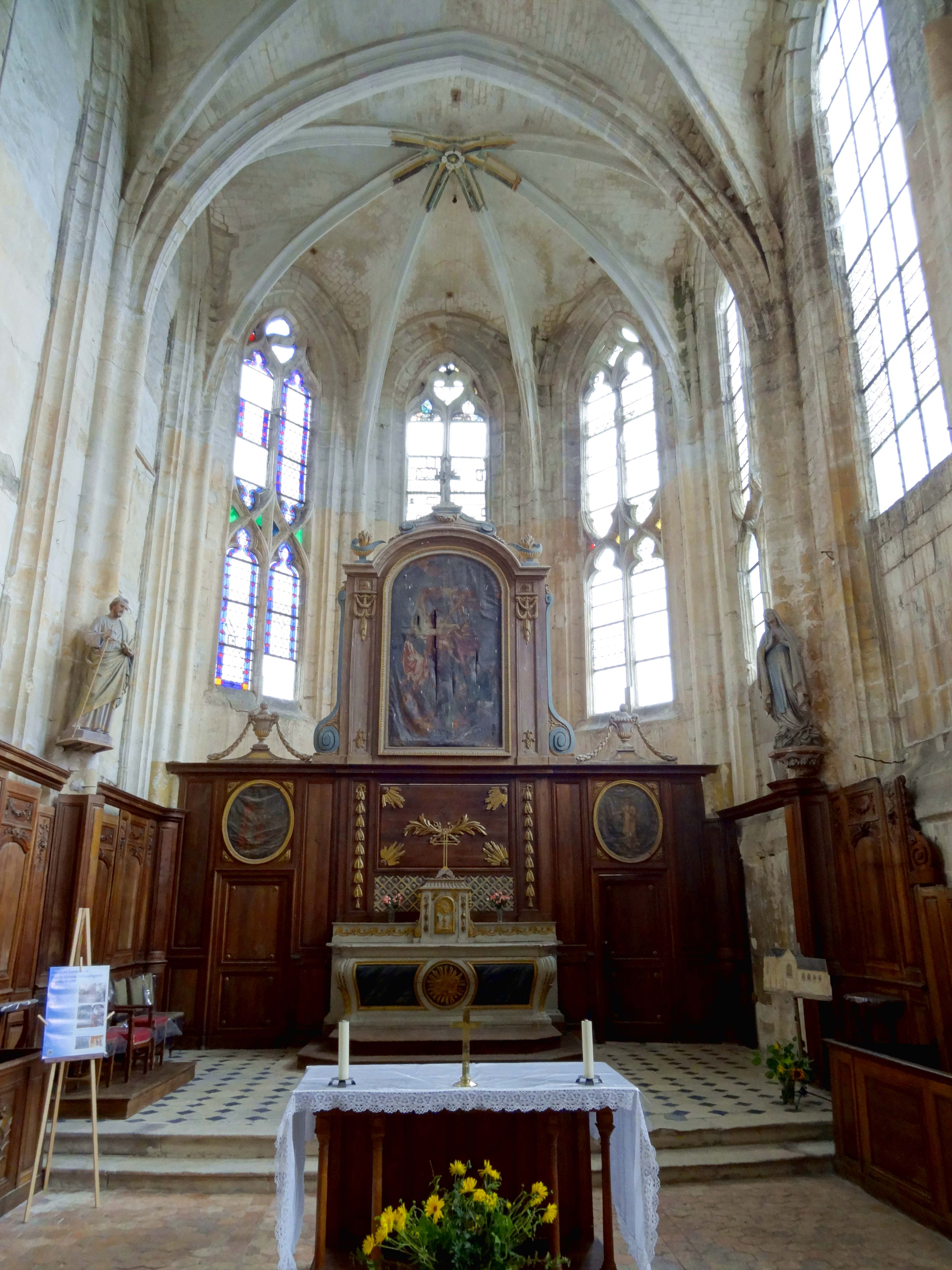
Chœur, vue vers l'est.

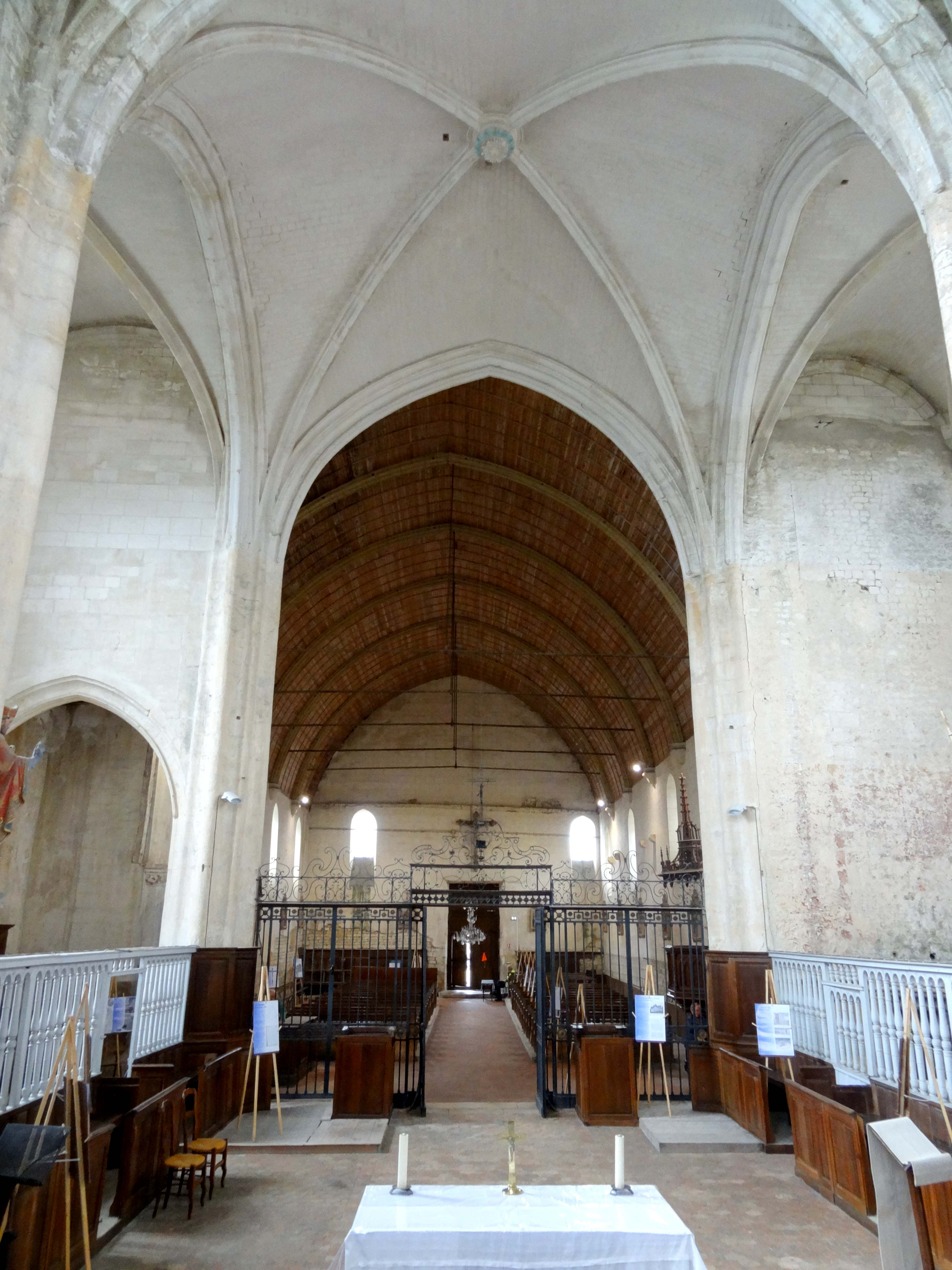
Croisée, vue vers l'ouest.

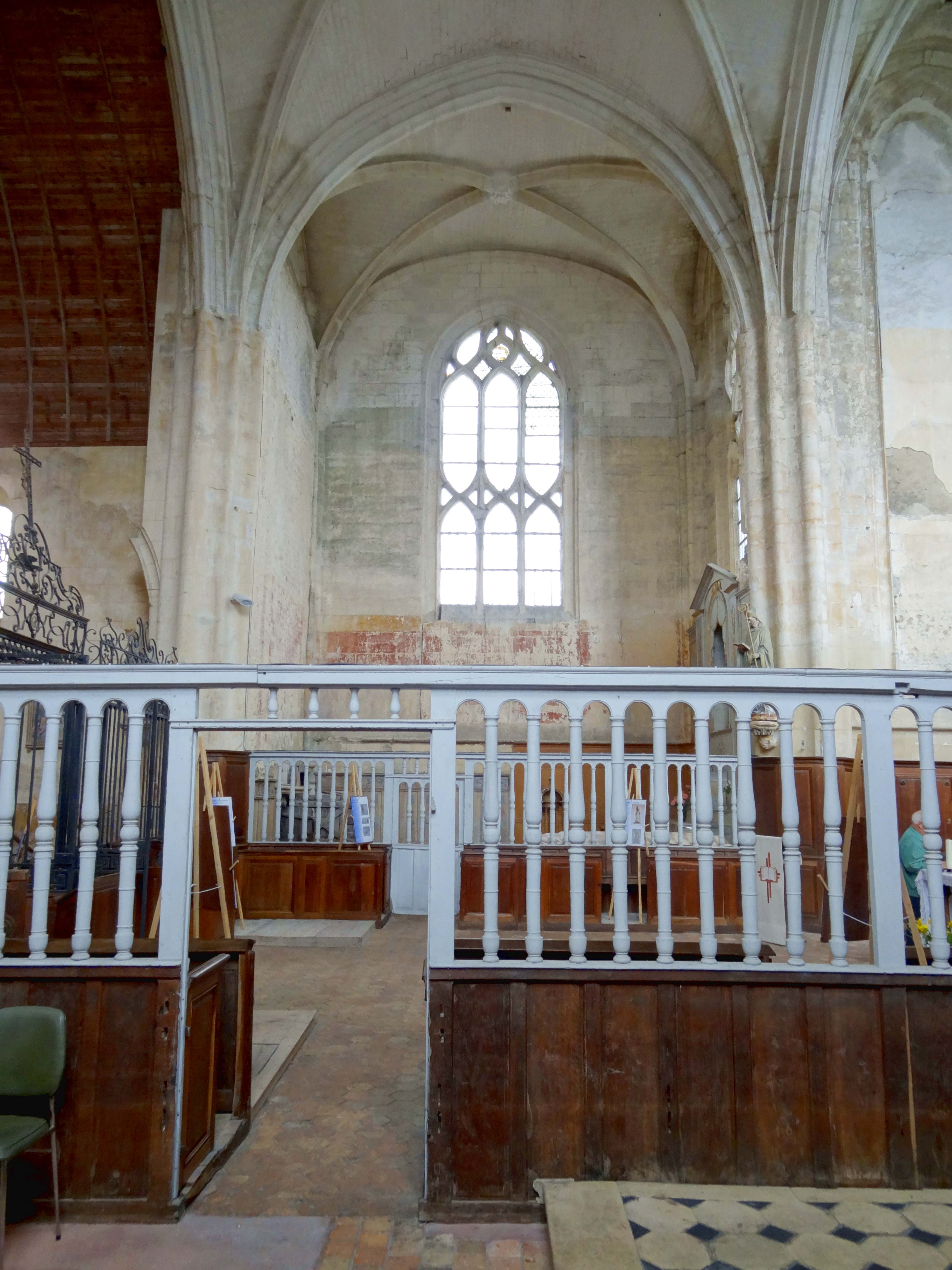
Transept, vue sud-nord.

Le transept et le chœur forment un ensemble architectural homogène, remarquable pour ses dimensions généreuses et son style flamboyant recherché, encore assez pur en ce premier quart du XVIe siècle et presque vierge d'influences Renaissance. Au sein du diocèse de Beauvais, les parties orientales de l'église Saint-Ouen comptent sans doute parmi les réalisations les plus ambitieuses de leur époque dans le milieu rural, au même titre que Remy, ou Baron dans l'ancien diocèse de Senlis. L'ordonnancement des élévations à un seul niveau d'élévation, c'est-à-dire sans déambulatoire et sans triforium, n'est pas seulement le reflet de l'économie des moyens, mais relève surtout d'un choix esthétique, comme le souligne l'importance accordée à la surface vitrée. Cet aspect est aujourd'hui moins perceptible, car la baie orientale du croisillon sud, les deux baies au nord du chœur et la partie basse de la première baie au sud du chœur sont « provisoirement » bouchées par des carreaux de plâtre depuis la perte des vitraux à une période indéterminée. La hauteur de toutes les autres baies a été réduite de 20 % environ en exhaussant les allèges de cinq assises de pierre de taille. Mais initialement, les baies représentaient les trois quarts de la hauteur des élévations, comme le démontrent encore le larmier mouluré qui marquait initialement la limite des allèges et les piédroits moulurés des baies qui descendent jusqu'au larmier. Le chœur de Therdonne devait déployer l'effet d'une véritable cage de verre, à l'instar des meilleures créations de la période rayonnante. Le plan des parties orientales est conçu de telle manière que les deux croisillons représentent ensemble la même superficie que la croisée du transept et que la première travée du chœur occupe la même superficie que les croisillons. Avec la partie droite de l'abside, elle est équivalente à la superficie du carré du transept. La nouvelle nef prévue lors de la construction du chœur devait avoir la même hauteur et la même largeur, et la largeur de ses collatéraux devait être analogue à la profondeur des croisillons (dans le sens nord-sud). On peut s'étonner de ne pas trouver d'arcade bouchée à l'ouest du croisillon nord. On ne pouvait peut-être pas se résoudre de déplacer l'accès au souterrain. Celui ci est protégé par trois portes, dont la troisième blindée, et six serrures. Les portes donnent en même temps sur un petit local voûté, depuis lequel on pouvait atteindre, par l'arrière, la niche grillagée pour l'exposition des reliques, dans le mur nord de la nef, à droite de la chaire à prêcher,.
Outre par leurs proportions et leur ordonnancement général, les parties orientales de l'église Saint-Ouen sont caractérisées par les voûtes et leurs supports, et par le remplage des fenêtres. Le maître d'œuvre applique les conventions en vigueur pour le premier volet, mais s'engage dans de nouvelles voies pour le deuxième volet. Le voûtement est basé sur le principe des nervures pénétrantes, qui est l'une des essences mêmes du style flamboyant, et les piliers ondulés. L'on ne trouve donc ni chapiteaux ni frises, à l'exception de l'exemplaire déjà signalé au sud de la nef, dans le renfoncement qui permet la communication avec le croisillon sud. Cependant, les filets saillants qui flanquent le boudin de l'intrados des arcs-doubleaux ne se fondent pas dans les piliers, mais butent sur de minuscules culs-de-lampe, comme dans les travées orientales de Litz et Survilliers. Comme à l'accoutumée, les quatre doubleaux autour de la croisée du transept sont renforcés et à double rouleau. Sans motif réel, si ce n'est pour rester cohérent, le doubleau intermédiaire du chœur est également renforcé, et non analogue aux ogives, comme le veulent les préceptes flamboyants.
Les ogives adoptent le profil le plus courant pour cet usage à la période flamboyante. Elles se présentent par un filet entre deux fines moulures concaves dans l'intrados et sont flanquées d'une large gorge de chaque côté, qui est dégagée du voûtain par un filet saillant. Les formerets correspondent à la moitié des ogives. Les doubleaux affichent un profil qui est surtout usuel pour les grandes arcades, qui, dans l'église de Therdonne, n'existent qu'en un unique exemplaire, à l'ouest du croisillon sud. Ils sont profilés d'un boudin en forme de double doucine dans l'intrados. Le rang de claveaux inférieur se compose d'une voussure entre deux filets cantonnés de deux fines moulures concaves, moulures qui imitent l'intrados des ogives. Le rang de claveaux supérieur se compose seulement d'une voussure, délimitée de la voûte par un filet saillant. L'intrados des ogives et des doubleaux pénètre directement dans les piliers ondulés, qui sont du type à huit renflements, mais un seul pilier est libre et compte le nombre complet d'ondulations. Dans les angles des croisillons et de l'abside, et à l'intersection des deux travées du chœur, les piliers engagés sont à trois renflements. Ce sont les filets entre deux moulures concaves flanquant le boudin des doubleaux qui sont reçus sur des culs-de-lampe. Ceux-ci sont sculptés de feuillages ou de godrons, motif qui annonce la Renaissance. On ne peut plus se prononcer sur les bases, qui ont disparu avec la pose des boiseries, mais ce qui mérite encore l'attention sont les clés de voûte. Elles conservent par ailleurs leur polychromie architecturale en jaune, vert et noir. Les motifs sont des rosaces de feuillages dans le chœur ; une étoile à six branches inscrivant une feuille hexalobée dans le croisillon nord ; une étoile à huit branches entourée d'un rang de perles dans le croisillon sud ; et une rosace entourée d'un rang d'oves et de dards dans le carré du transept. Cette dernière clé se rattache clairement à la Renaissance, et les perles sont également un ornement de la Renaissance. Cela dit, les étoiles, dénuées de grâce, ne se rattachent à aucun style et remplacent peut-être des écussons bûchés à la Révolution.
Toutes les fenêtres sont entourées d'une large gorge et d'une fine moulure concave, et prennent appui sur un glacis en forme de doucine, qui remplace le larmier s'élargissant en glacis au pied des baies de la configuration d'origine. Les meneaux affectent une modénature prismatique aigüe. Seulement les meneaux centraux sont pourvus de bases, mais ces bases sont restées à l'état d'ébauche et se limitent à un bloc quadrangulaire. Concernant les réseaux, on peut distinguer entre les baies à trois lancettes, qui n'existent qu'aux extrémités nord et sud du transept, et les baies à deux lancettes, à l'est des croisillons et dans le chœur. Les deux baies à trois lancettes affichent un remplage épuré, comme on peut déjà en voir sur le déambulatoire de Saint-Étienne de Beauvais au cours des années 1510. Ces réseaux sont donc sans redents. Chaque lancette est subdivisée verticalement en deux compartiments moyennant deux arcs en tiers-point affrontés, ce qui fait l'une des originalités de l'église Saint-Ouen. Au tympan, figurent un soufflet subdivisé en trois compartiments, deux soufflets dissymétriques disposés diagonalement et deux petites mouchettes. Les baies à deux lancettes appartiennent à deux types. L'un n'existe plus qu'à l'est du croisillon nord. Le registre inférieur affiche deux lancettes à têtes trilobées et le registre supérieur, cinq rangs de soufflets simplifiés emboîtés, avec tantôt un soufflet entier entre deux demi-soufflets, et deux soufflets entiers par rang, puis un soufflet seul au sommet. La baie méridionale de la première travée du chœur a perdu son remplage. Les quatre baies restantes du chœur présentent tous le même remplage, sauf au niveau du tympan. Ces baies comptent deux registres de deux lancettes à têtes tréflées. Les lancettes du registre supérieur reposent sur des têtes tréflées inversées, ce qui est tout à fait exceptionnel. Au tympan figure un soufflet à plusieurs compartiments, un losange entre deux mouchettes ou un soufflet entre deux mouchettes, le soufflet inscrivant un cœur ou étant subdivisé en deux segments par un meneau diagonal en S. Ce bel ensemble de vastes baies flamboyantes d'une configuration hors du commun mérite certainement d'être préservé et de retrouver sa splendeur d'origine. En comparant les réseaux du chœur à ceux du transept, on obtient l'impression que ceux du chœur sont plus anciens, ce qui est conforme aux différences des clés de voûte et à la tradition d'entamer la construction des églises par le sanctuaire. 

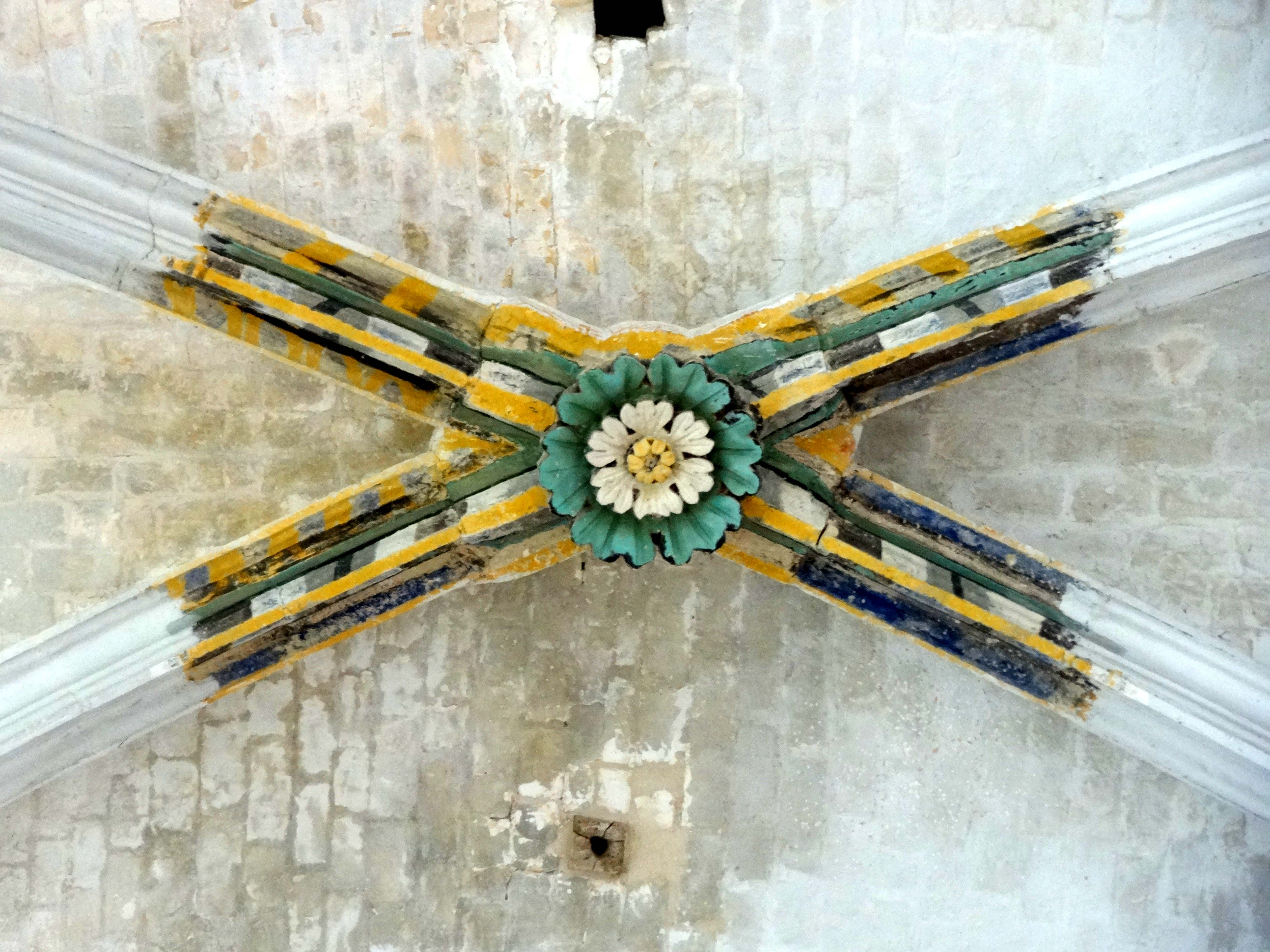
Chœur, clé de voûte de la 1re travée.
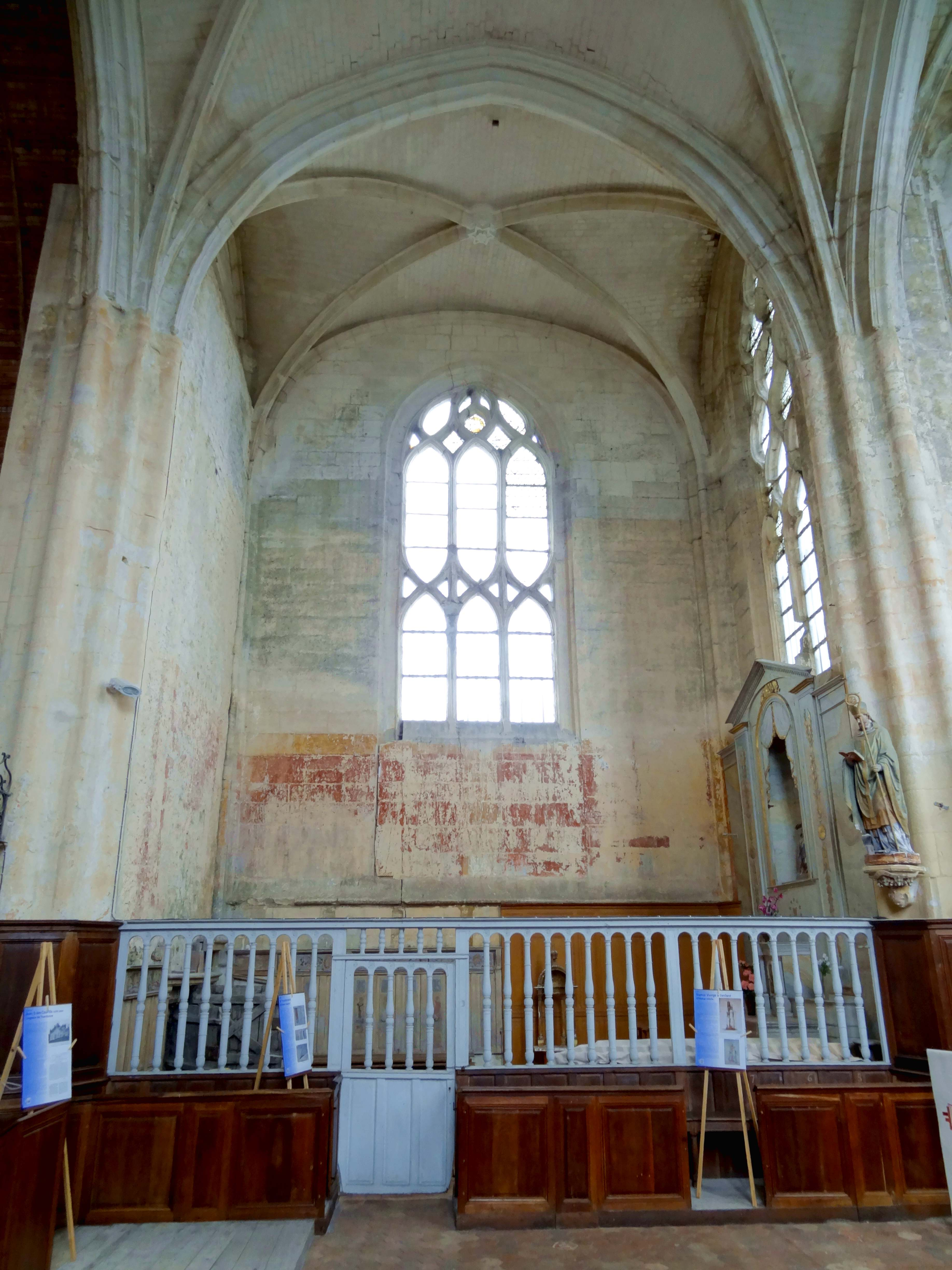
Croisée, vue vers le nord.
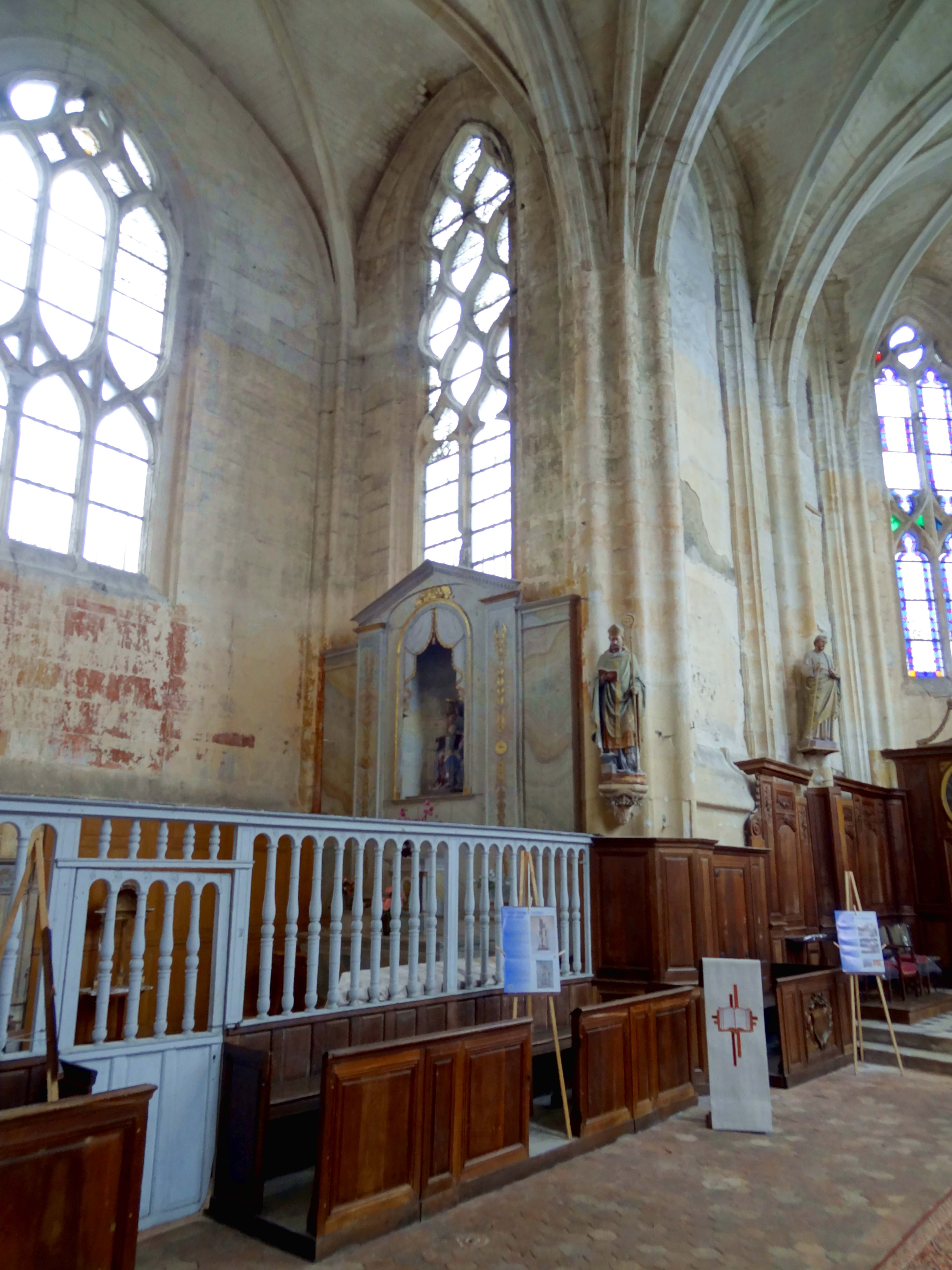
Croisée, vue vers le nord-est.
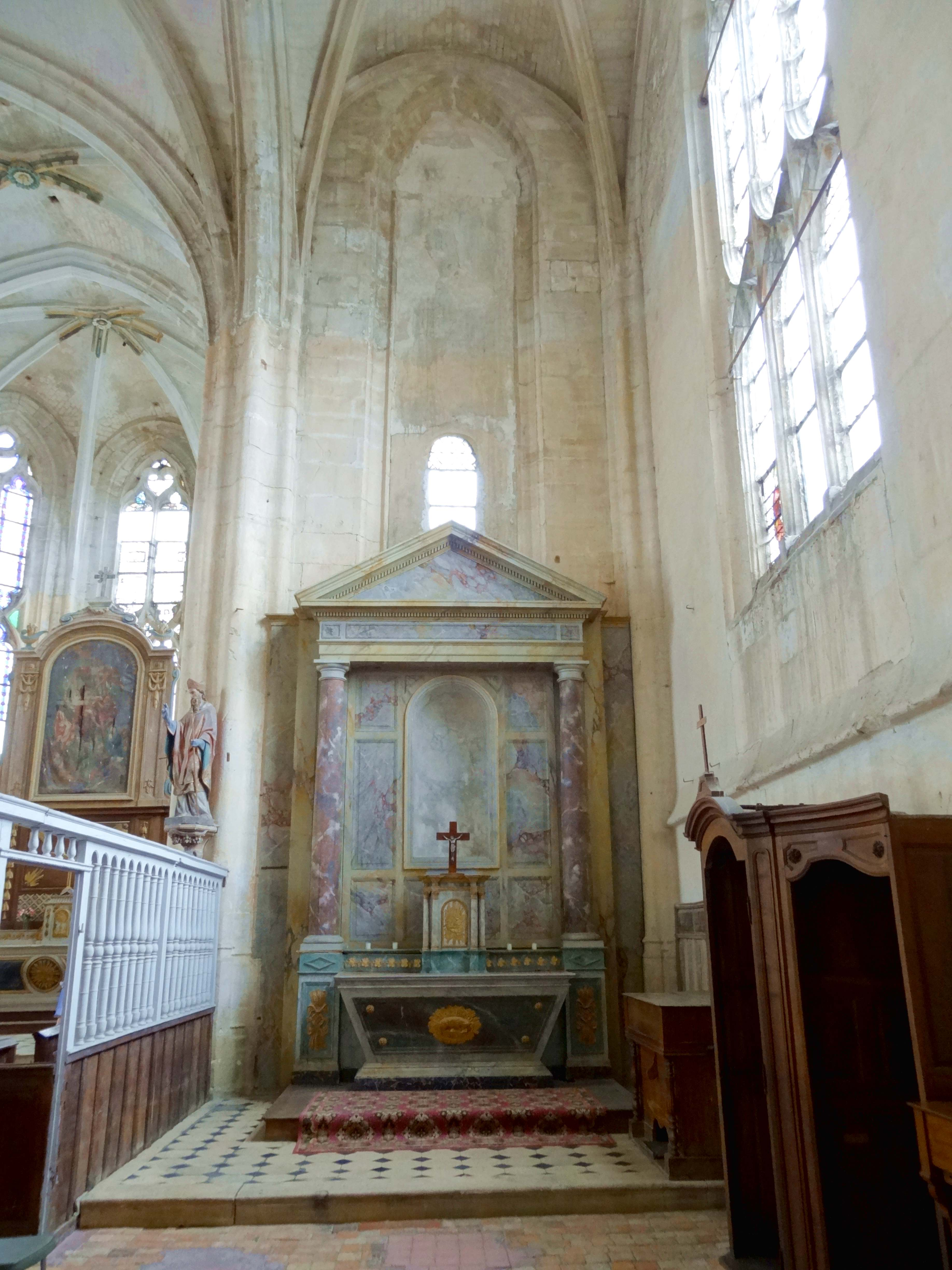
Croisillon sud, vue vers l'est.
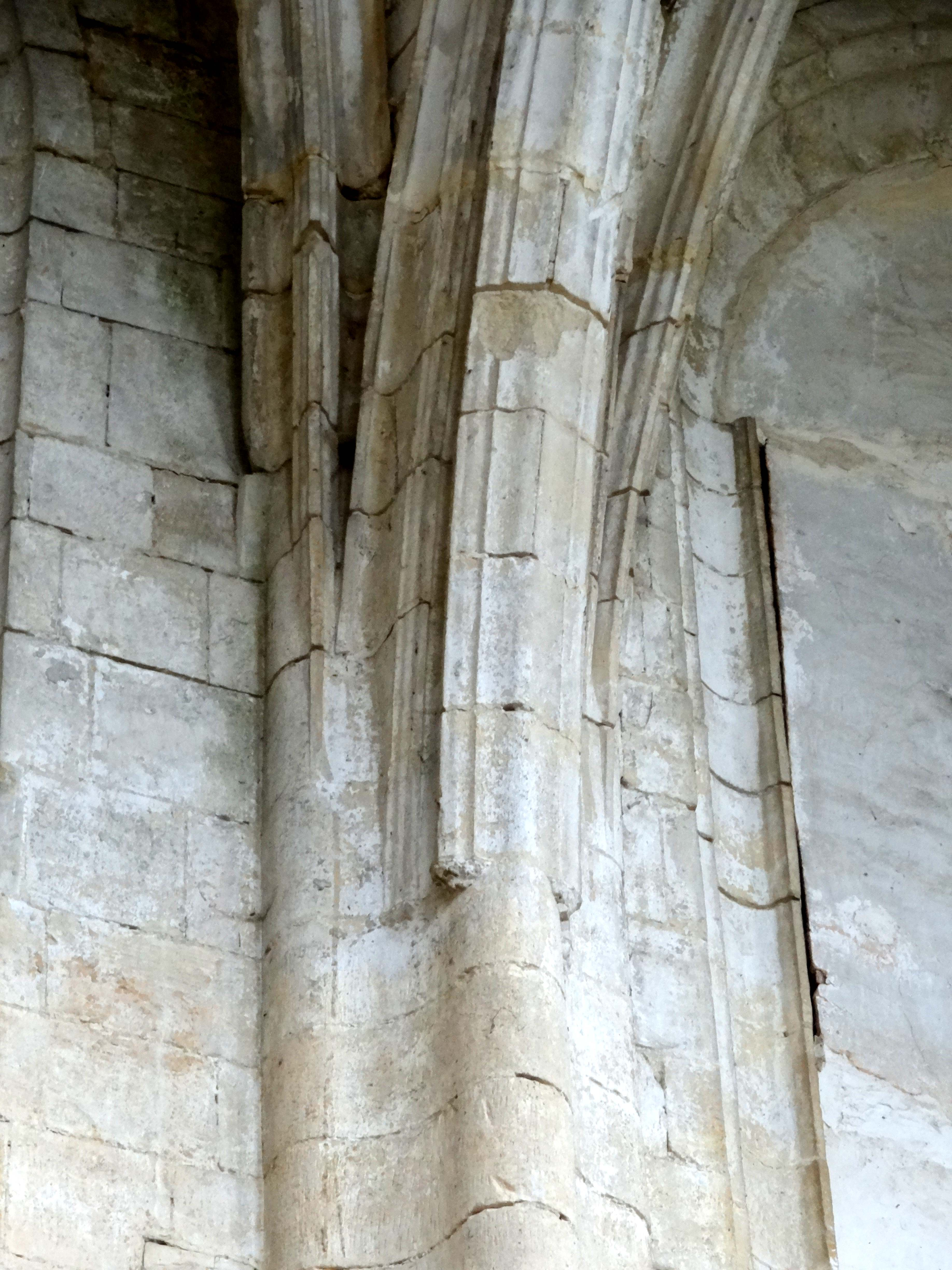
Chœur, retombée du doubleau intermédiaire.
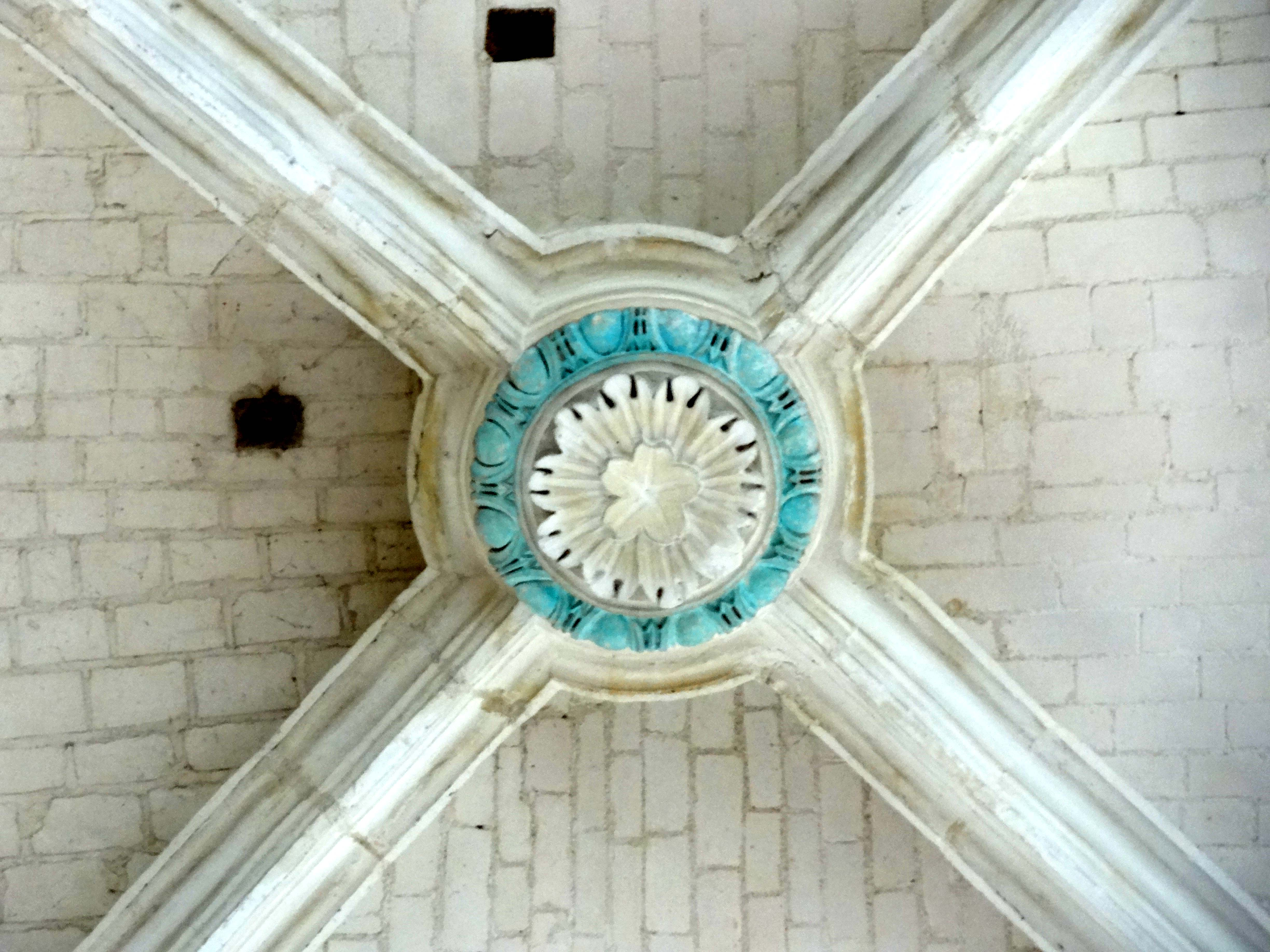
Croisée, clé de voûte.

### Extérieur du transept et du chœur

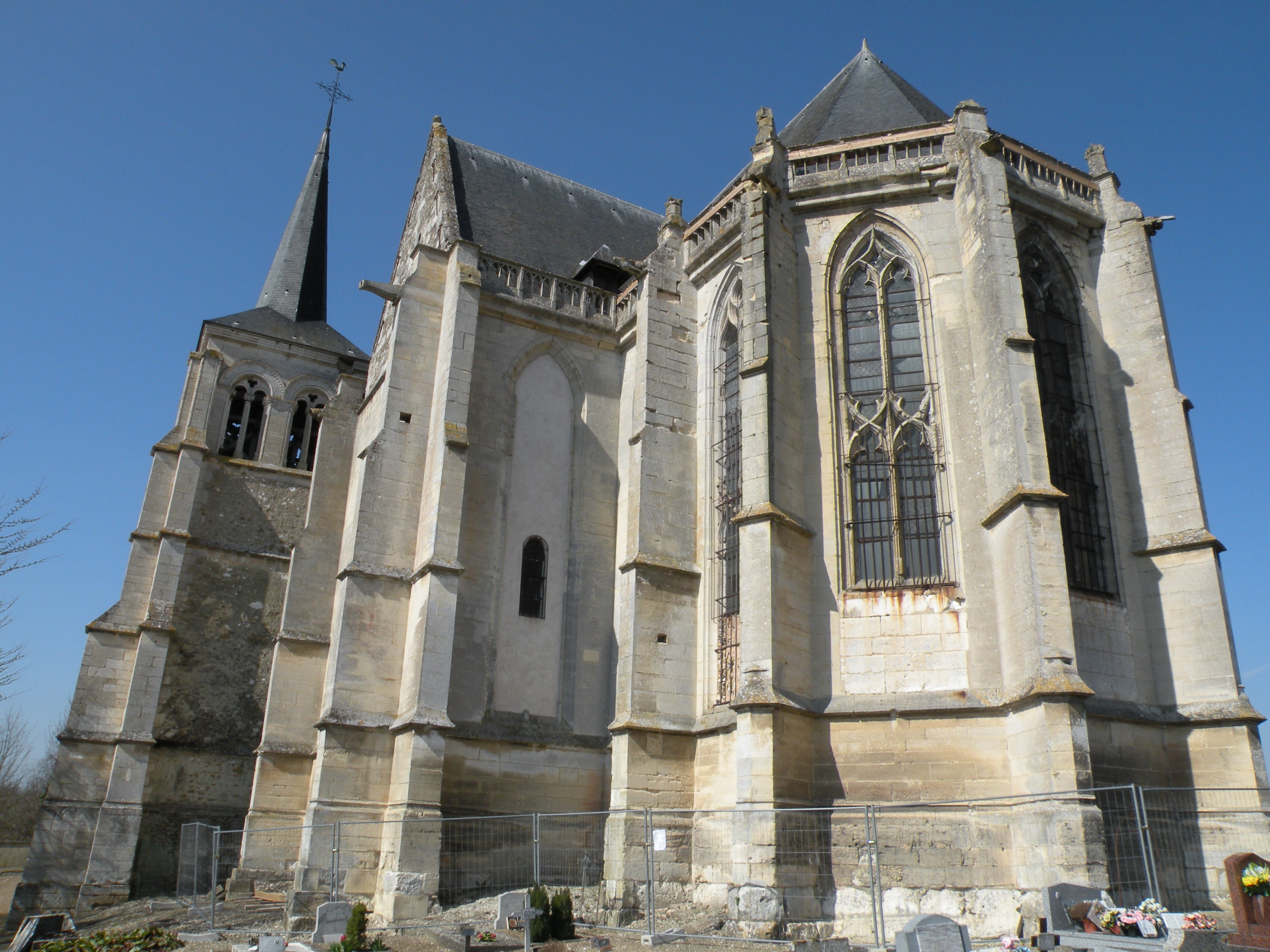
Vue depuis le sud-est.

En cohérence avec l'architecture soignée à l'intérieur, les élévations extérieures sont appareillées en pierres de taille, les joints sont très minces, et jusqu'à la corniche, les dégradations sous l'influence des intempéries sont quasiment inexistantes, grâce à l'emploi de matériaux d'une excellente qualité. Les trois premières assises sont bâties avec des pierres d'un grain moins fin, qui résiste mieux à l'humidité. Au-delà, le mur se retraite légèrement grâce à un fruit agrémenté par une plinthe moulurée, selon l'usage général à la période flamboyante. Encore quatre assises plus haut, soit toujours assez près du sol, un larmier marque la limite des allèges avant l'exhaussement de ceux-ci. Contrairement à l'intérieur, le larmier est angulaire, et pas galbé et amorti par un tore comme à l'intérieur. Aussi bien la plinthe que le larmier passent autour des contreforts. Ceux-ci sont en outre scandés par un deuxième larmier qui va tout autour, et par un larmier simple, qui correspondent tous les deux à un léger retrait. La mouluration autour des fenêtres est analogue à l'intérieur. Leurs réseaux font le principal ornement des élévations extérieures.
L'on note que la distance qui sépare les piédroits des baies des angles des travées est équivalente à la largeur des contreforts, qui sont fortement saillants, mais en même temps assez étroits. En haut des contreforts, jaillissent des gargouilles sous la forme de chimères, qui sont en partie incomplètes ou manquantes. Immédiatement au-dessus, les contreforts sont coiffés d'un glacis en forme de doucine, et sommés d'une charge un peu en retrait. Ces charges servent de socles à des clochetons assez singuliers, qui transitent d'un plan carré vers un plan octogonal, et arborent un petit gâble en haut d'une face sur deux. Le reste du décor sculpté est difficilement saisissable et probablement incomplet. Aucun clocheton n'est présent au niveau des acrotères des pignons des croisillons ; peut-être n'y en a-t-il jamais eu à ces endroits. Les charges des contreforts séparent en même temps les balustrades à jour qui couronnent les murs, et forment encorbellement au-dessus d'une corniche moulurée. Tant les charges que les balustrades affichent en haut les mêmes séries de moulures. Les balustrades se composent de quatre segments au-dessus des murs gouttereaux des croisillons, et de trois segments au-dessus des murs du chœur. En fonction de la largeur disponible, chaque segment se compose de trois ou quatre arcatures à têtes trilobées. Luc et Dominique Bureller signalent que le transept de la cathédrale de Beauvais possède des balustrades du même type (sauf que chaque segment n'y compte que deux arcatures). Ce lien de parenté avec la prestigieuse cathédrale renforce l'intérêt des balustrades, et justifie des mesures en vue de leur conservation. Sur l'abside, les balustrades menaçaient effectivement de tomber, et ont dû être sécurisées par des structures en bois.

### Clocher

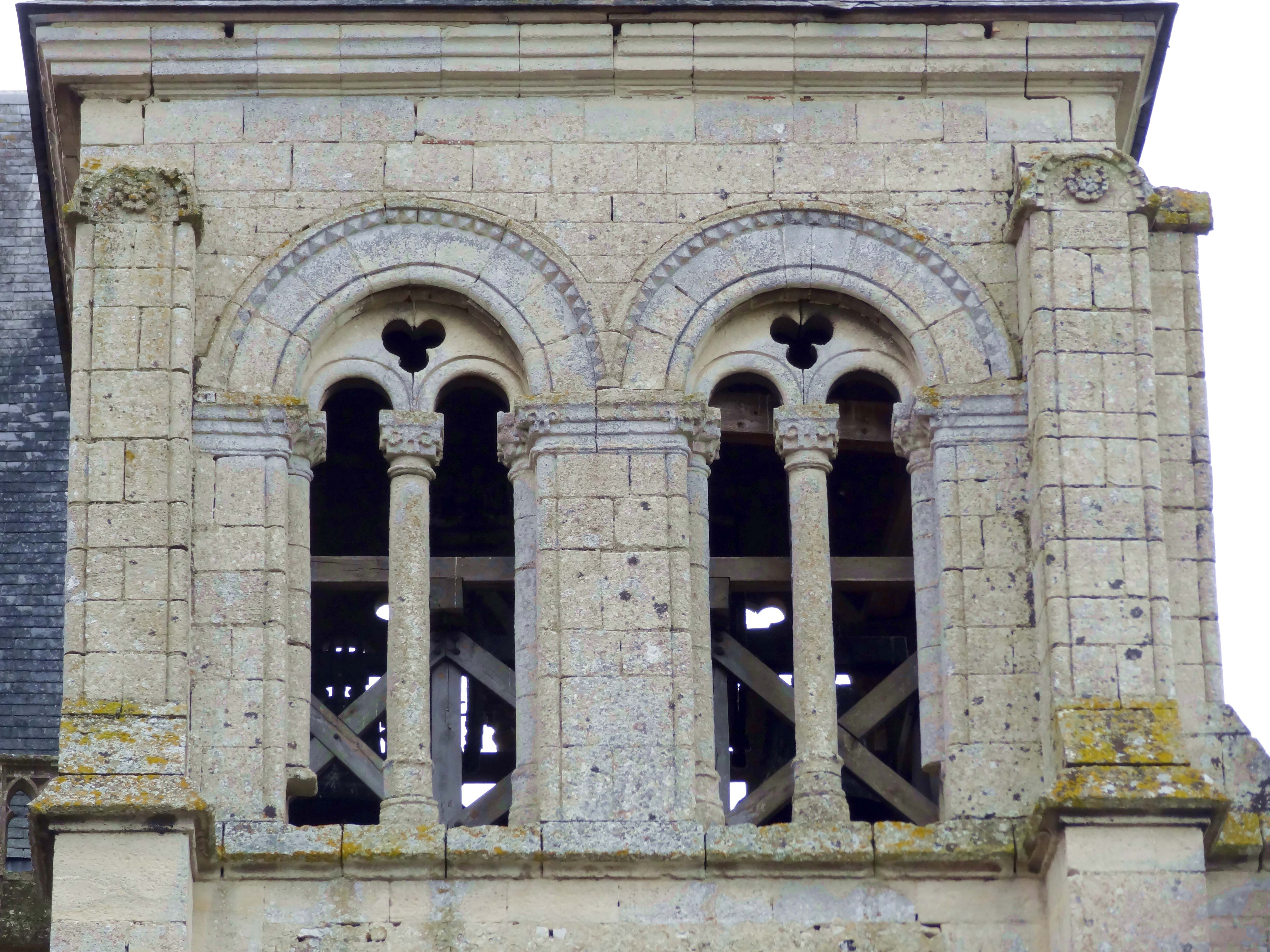
Clocher, étage de beffroi, côté ouest.

Le clocher de 1674 n'est certes pas un chef-d'œuvre, mais est assez singulier pour la période classique pour mériter d'être signalé. Il s'agit en effet d'un morceau d'architecture historisant avant l'heure, à l'instar des voûtes d'ogives de la nef, des bas-côtés et du transept de Saint-Germain-des-Prés, qui imitent l'architecture gothique malgré leur date de 1644 / 1646. En l'occurrence, on retrouve des éléments romans et gothiques. Ainsi, la limite du soubassement est marquée par la même plinthe moulurée que sur les parties orientales du début du XVIe siècle, et les autres éléments de scansion sont également alignés sur le transept et le chœur. Ce sont quatre niveaux de larmiers, dont le dernier se situe à la même hauteur que la corniche des travées orientales. Tous les larmiers passent tout autour des contreforts. Seul le deuxième larmier épargne les murs. Le deuxième et le quatrième larmier coïncident avec une importante retraite des contreforts. Seulement les contreforts, les larmiers et l'étage de beffroi sont appareillés en pierre de taille. Le marché stipule qu'il fallait atteindre une progression de vingt pieds pendant les deux premiers mois, ce qui donne à penser que la rapidité d'exécution passait avant la qualité. Ainsi, les murs sont totalement aveugles jusqu'à l'étage de beffroi, hormis quelques trous d'aération. Le raccordement avec la nef n'a pas été payé par le conseil de fabrique, et n'a donc pas été réalisé. On accède au clocher par une large porte basse au sud du renfoncement au sud de la nef, devant le croisillon sud. Il n'y a point de cage d'escalier. Aucun niveau n'est voûté. Tous les trois à quatre mètres, sont disposés des planchers de bois, reliés les uns aux autres par des échelles.
On atteint ainsi assez facilement l'étage de beffroi. Celui-ci a bénéficié d'un apport décoratif plutôt bien étudié. Les angles des contreforts, qui sont très peu saillants à ce niveau, sont adoucis par des tores. Les contreforts sont amortis par un chaperon, dont la face frontale prend la forme d'un petit fronton en arc de cercle. Il arbore au milieu une rosette empruntée à l'architecture Renaissance. Sa bordure s'accompagne d'un rang de petites têtes de clous, ce qui évoque la première période gothique ou la période romane tardive. Entre les contreforts, chacune des faces de l'étage est ajourée de deux baies en plein cintre géminées, qui sont subdivisées chacune en deux étroites arcades grâce à trois colonnettes supportant un tympan percé d'un trilobe. Aux colonnettes des arcades, s'ajoutent celles de l'archivolte supérieure, ce qui donne cinq colonnettes par baie. Tant les petites arcades que l'archivolte sont moulurées d'un tore. L'archivolte supérieure est en outre surmontée d'un rang de têtes de clous. L'ordonnancement rappelle de nombreux clochers romans de la région (Auger-Saint-Vincent, Béthisy-Saint-Martin, Bonneuil-en-Valois, Catenoy, Cauffry, Chamant, Frocourt, Jaux, Glaignes, Heilles, Labruyère, Marissel (tour centrale), Marolles, Ménévillers, Morienval (tour occidentale), Néry, Orrouy, Saintines et Saint-Vaast-de-Longmont). La date tardive du clocher de Therdonne est néanmoins trahie par la sculpture des chapiteaux, et l'absence de chapiteaux sur les deux colonnettes extérieures de chacune des baies, où des tailloirs formés par quatre plates-bandes successives occupent leur emplacement. La corniche se compose d'une gorge entre deux plates-bandes. En résumé, le clocher de Therdonne se rapproche beaucoup plus des modèles du XIIe siècle que son homologue néo-roman de Bresles, achevé en 1853, et on peut s'étonner de la bonne compréhension de l'architecture romane par le maître d'œuvre de 1674, Nicolas de Bigue, à une époque que l'architecture médiévale n'avait guère les faveurs.

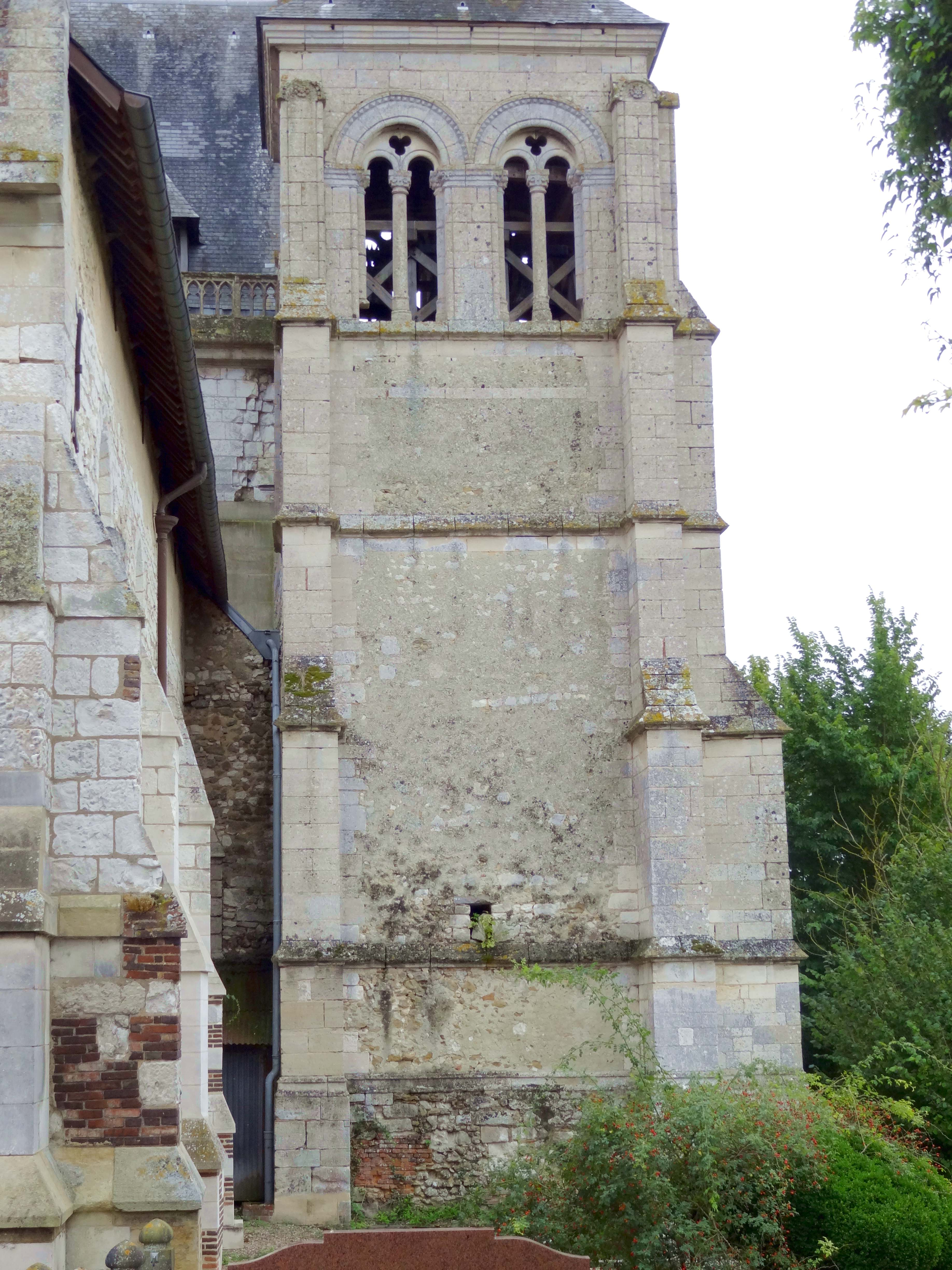
Clocher, côté ouest.
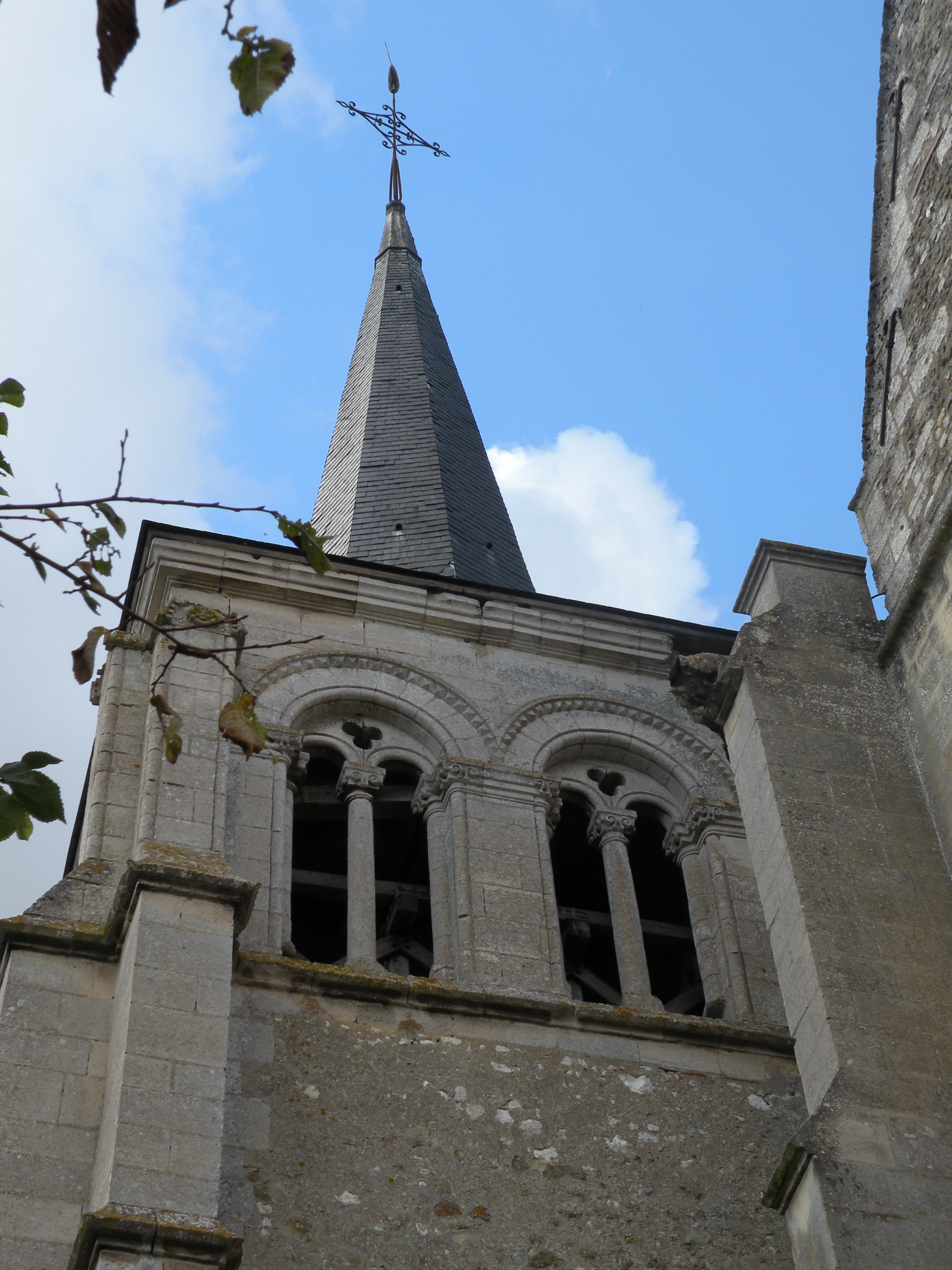
Clocher, étage de beffroi, côté est.
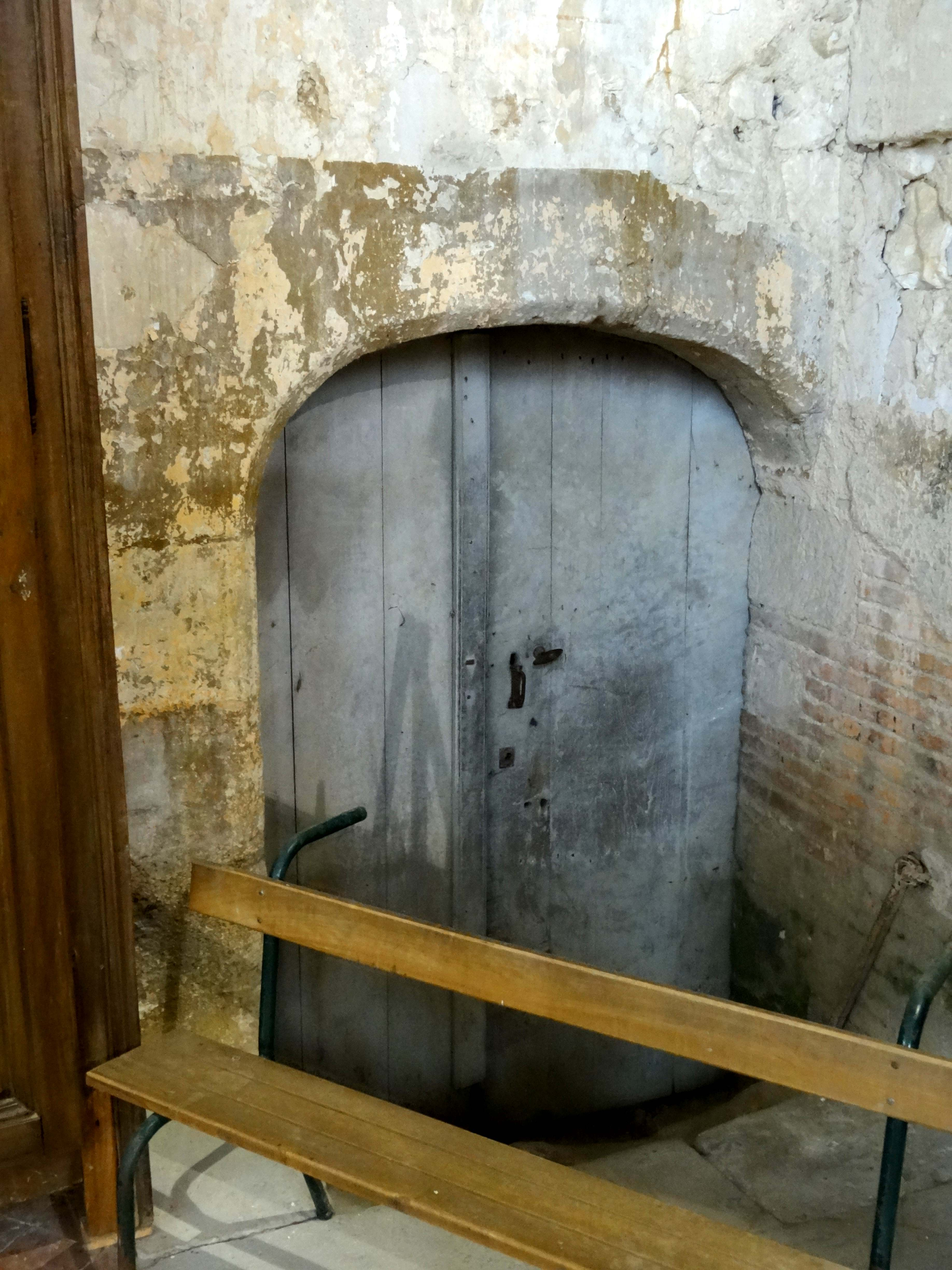
Croisillon sud, porte du clocher.
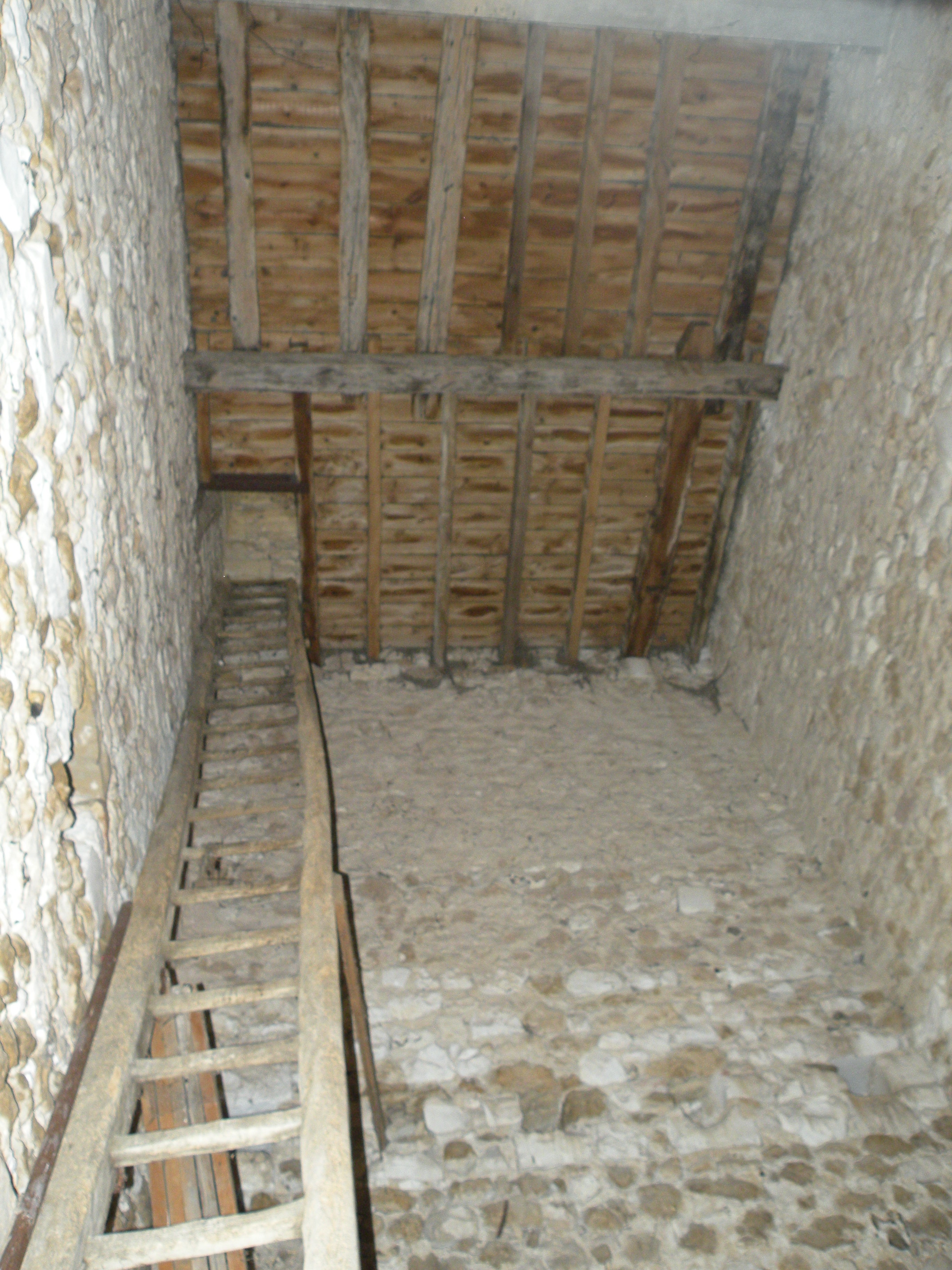
Intérieur du clocher.
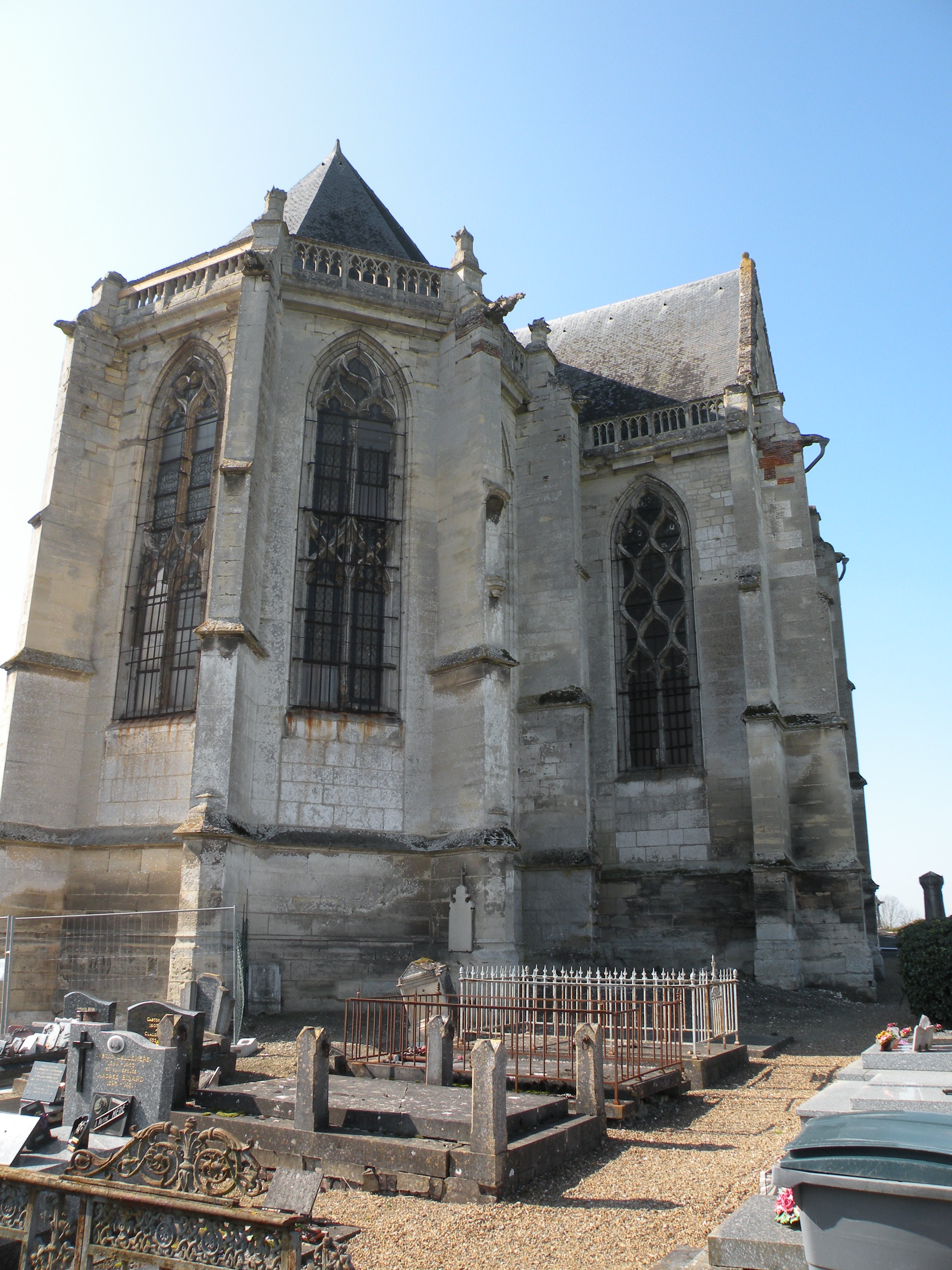
Chœur et croisillon nord, vue depuis le nord-est.
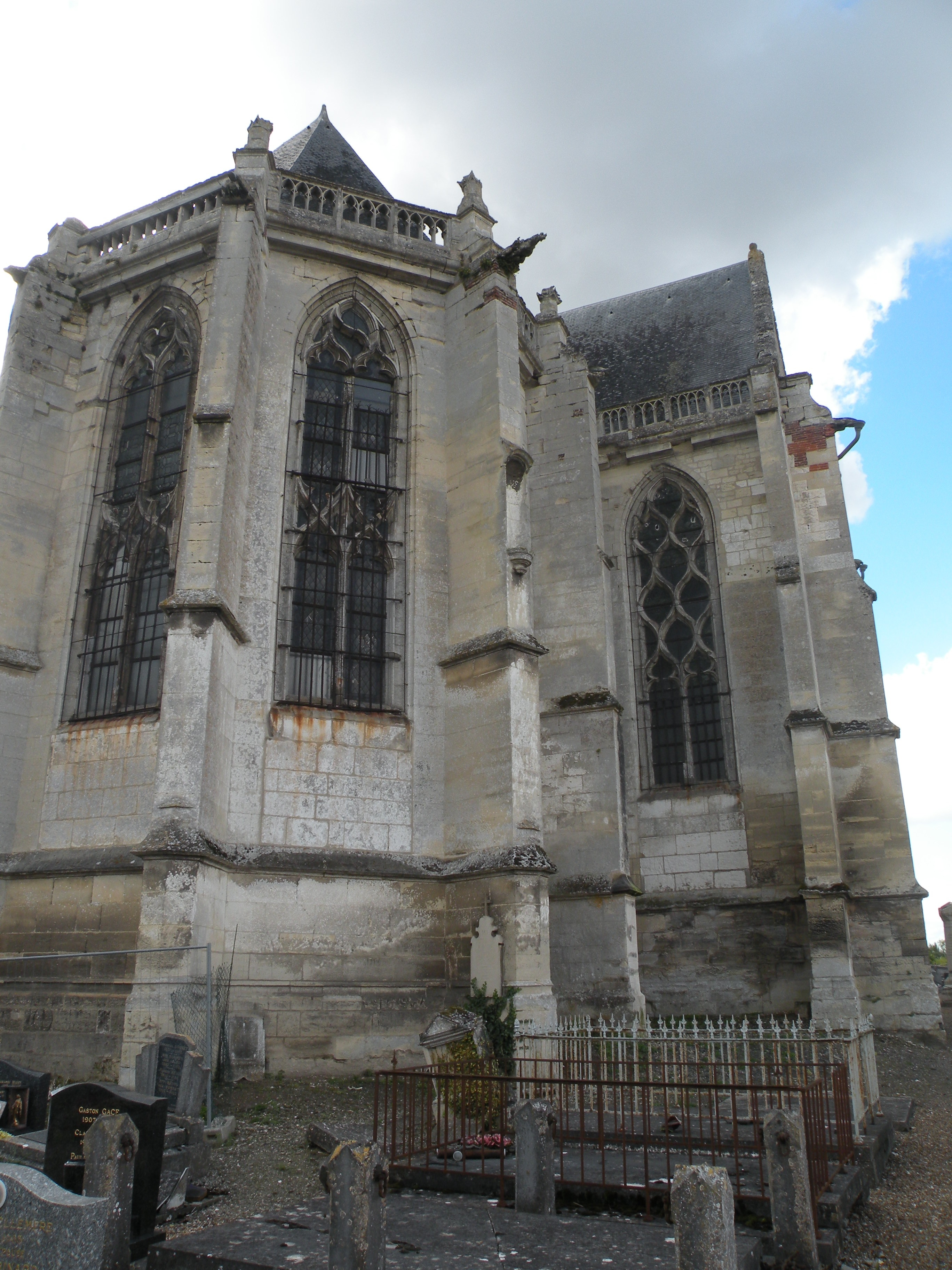
Chœur et croisillon nord, vue depuis le nord-est.

## Mobilier

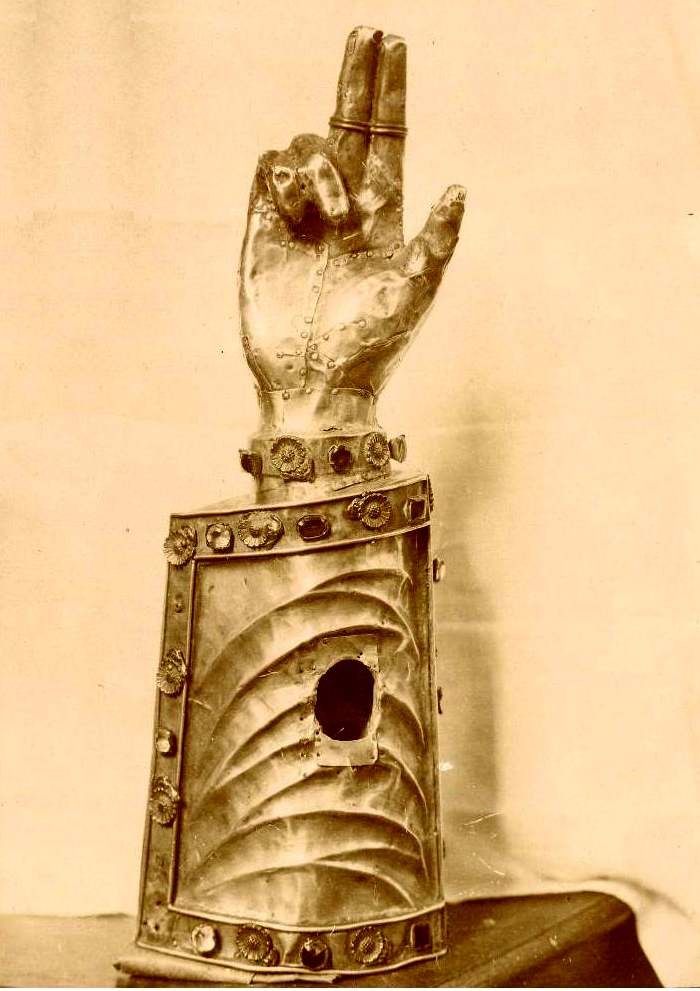
Bras-reliquaire.

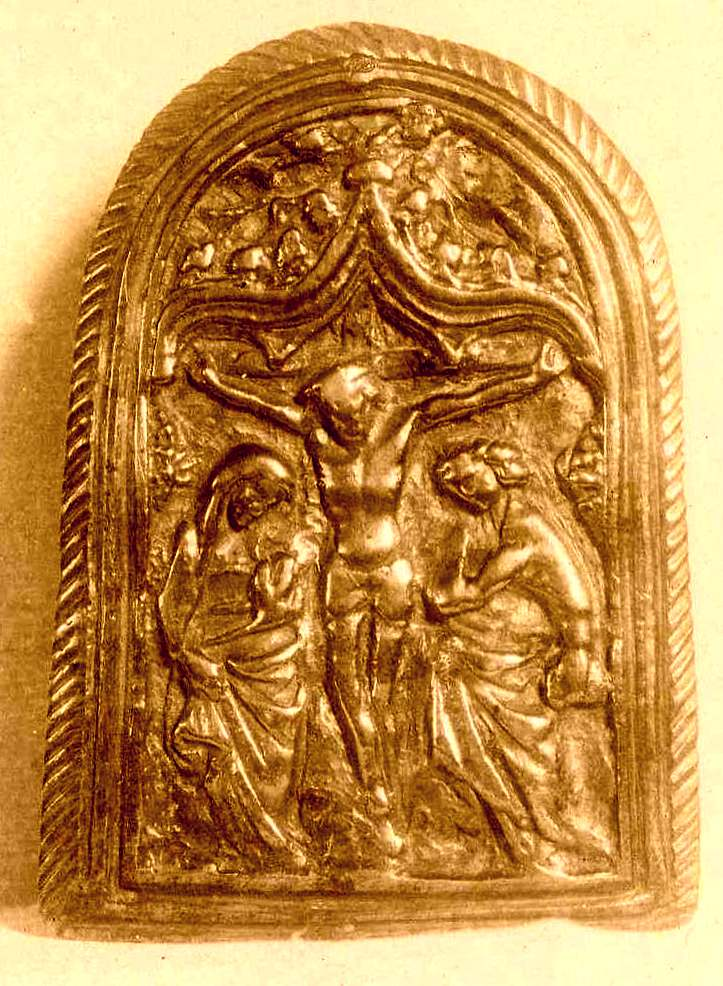
Osculatoire.

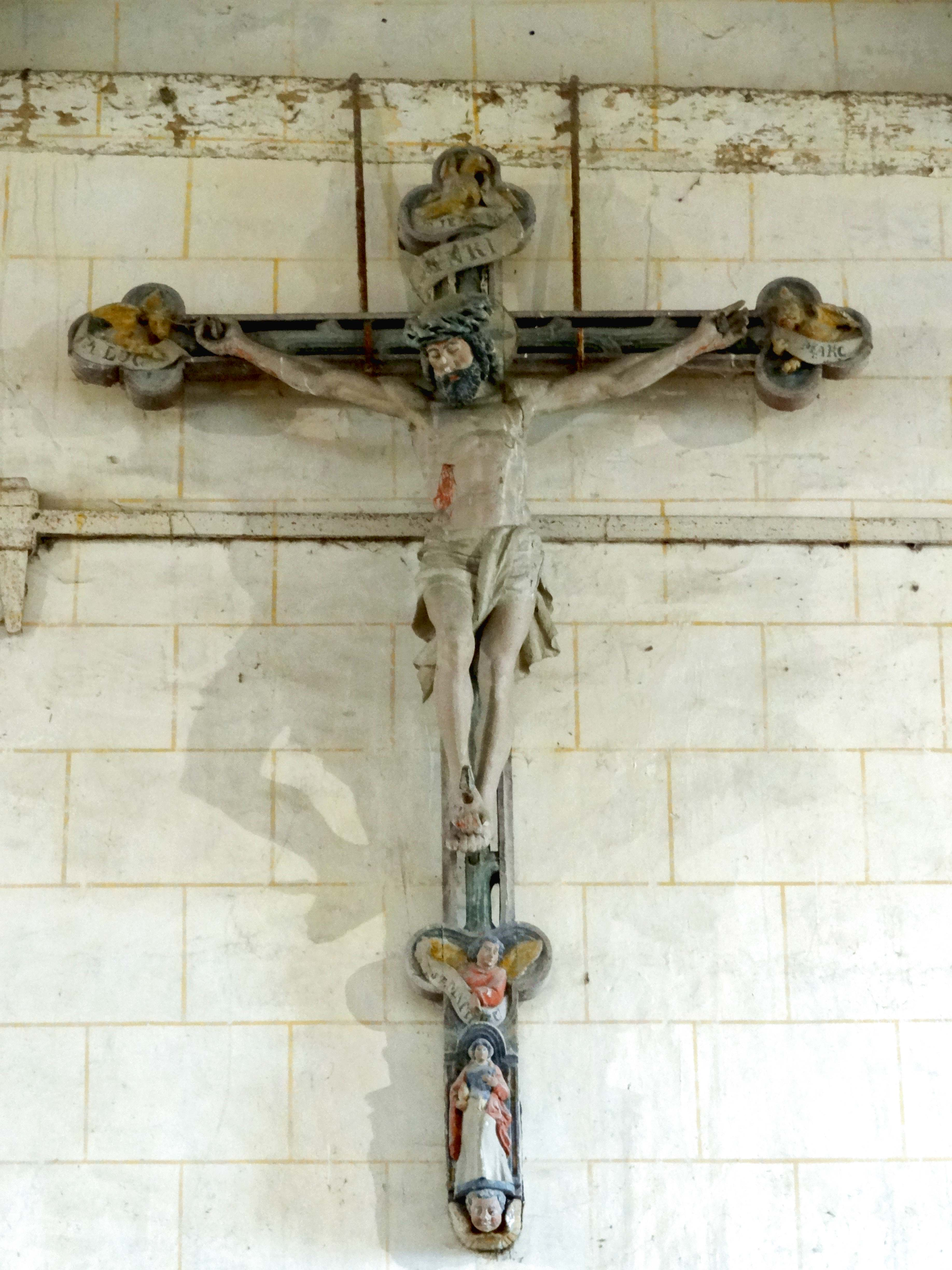
Christ en croix.

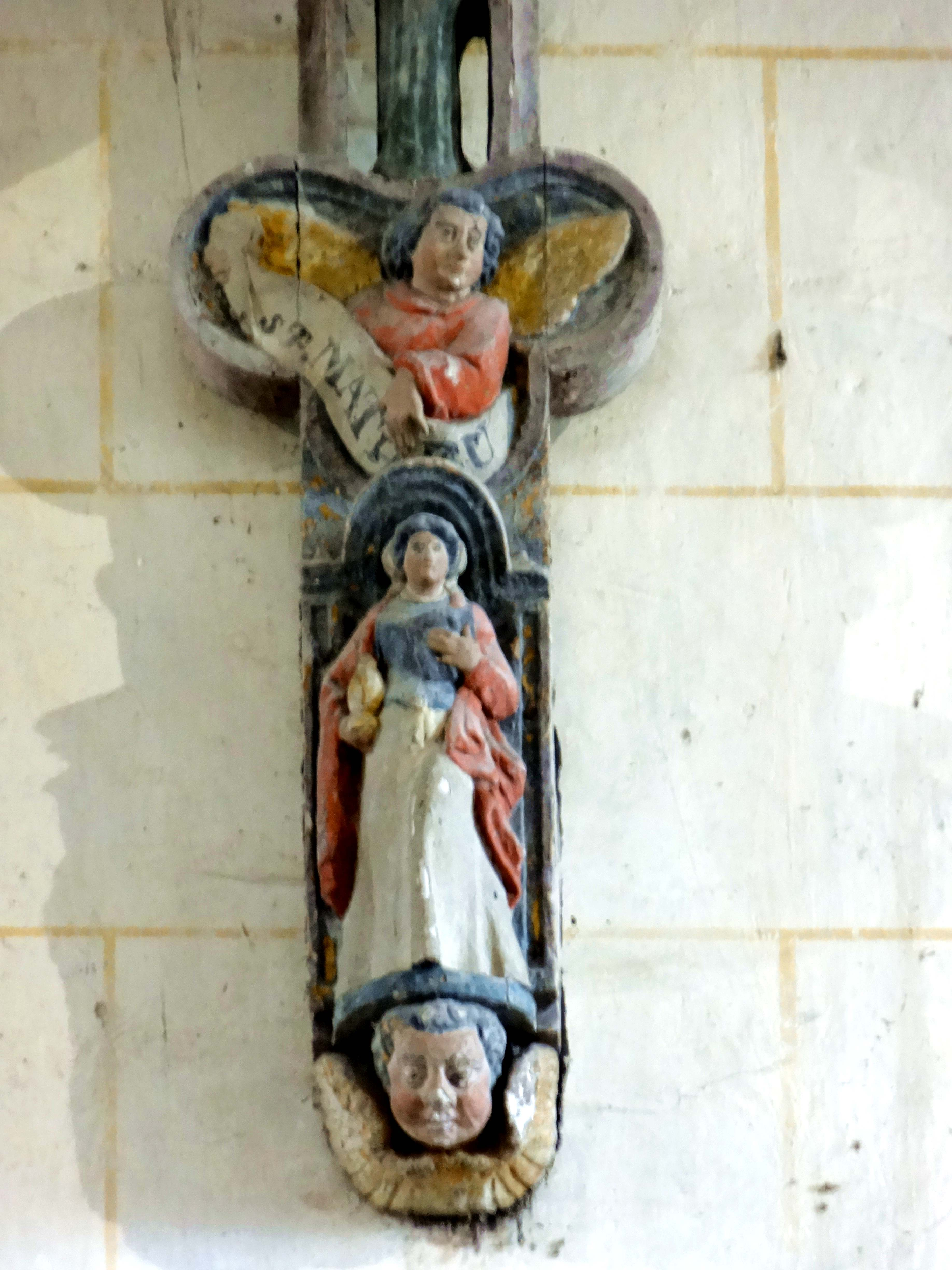
Christ en croix, détail.

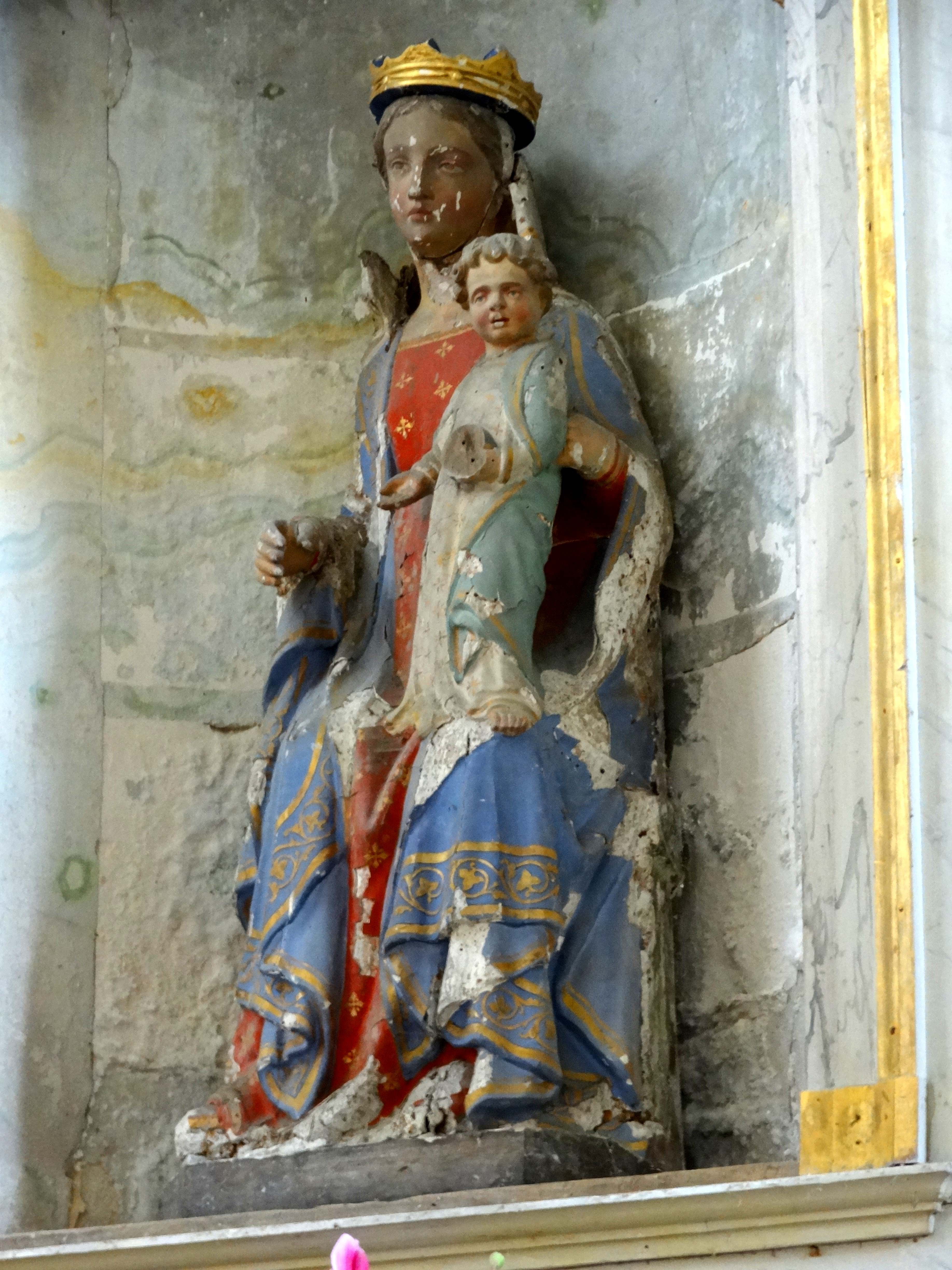
Vierge à l'Enfant.

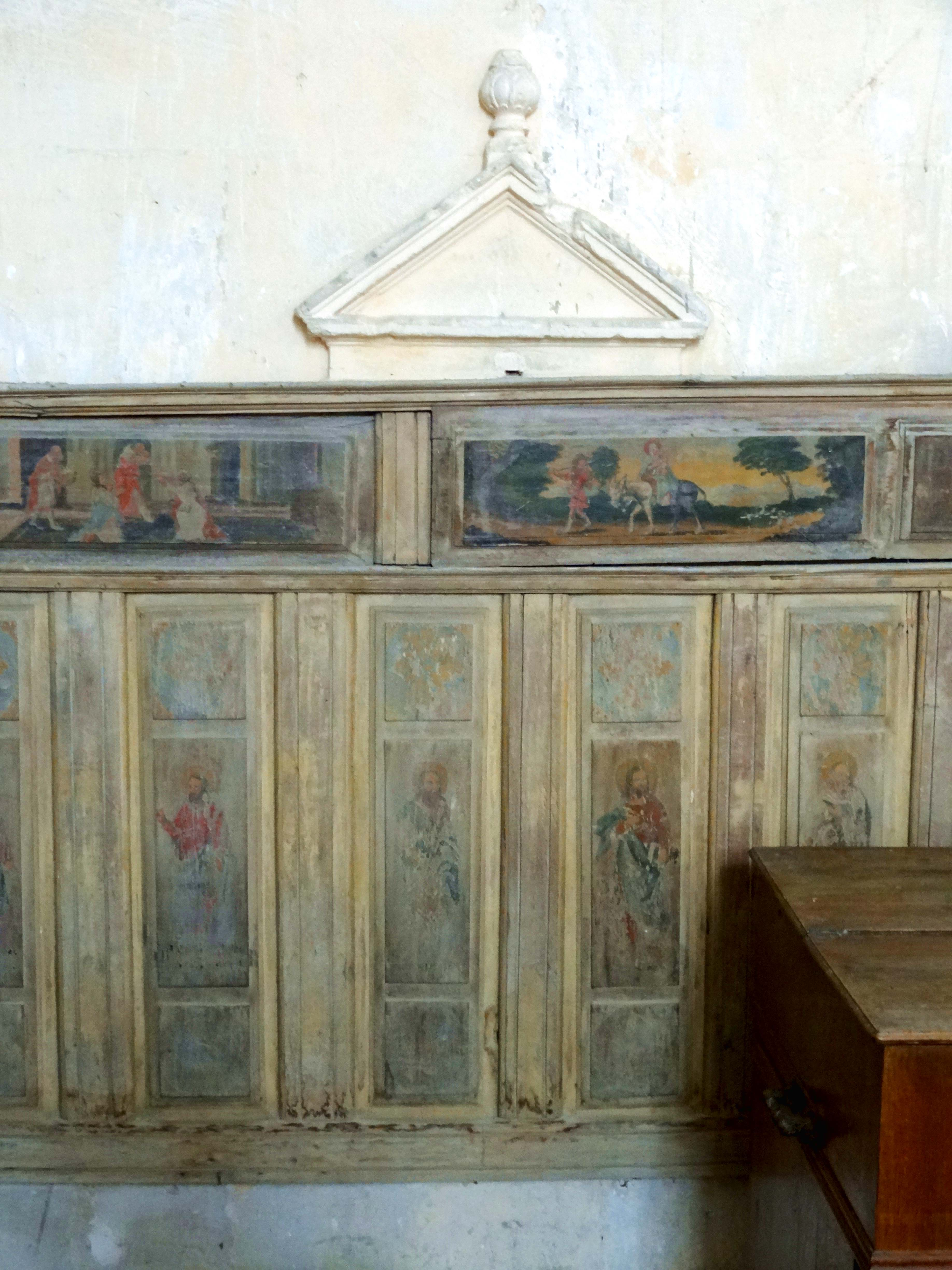
Boiseries du XVIe siècle du croisillon sud.

Parmi le mobilier de l'église, sept éléments ou ensembles sont inscrits ou classés monument historique au titre objet, dont deux ont été délocalisés à Beauvais, et dont un autre n'est actuellement pas visible dans l'église. Un autre élément également classé a disparu.

### Objets précieux
- Le bras-reliquaire de saint Ouen est en argent repoussé sur âme de bois, avec ornements en cuivre ciselé et doré, et agrémenté de cabochons. Il date du XVIe siècle, et représente l'œuvre la plus précieuse de l'église. Rares sont en effet les reliquaires ayant survécu à la Révolution : le plus souvent, seulement les reliques ont pu être mises à l'abri par des fidèles dans des cachettes secrètes. Les métaux précieux durent être remis au directoire du département. En l'occurrence, c'est l'envers, et les reliques ont été dispersées à la Révolution : en 1847, le reliquaire est déclaré vide par le père Delamarre sur un questionnaire remis par le diocèse. Concernant les reliques auxquelles le reliquaire était destiné, il est possible qu'elles provenaient du reliquaire de saint Ouen de la cathédrale de Rouen subtilisé par les protestants, dont treize fragments furent prélevés en mai 1562 pour être répartis sur autant d'églises différentes. Mais puisque l'église de Therdonne est dédiée à saint Ouen depuis le XIe siècle tout au moins, les reliques pouvaient être en possession de la paroisse depuis bien plus longtemps. Peut-être avaient-elles été offertes à la paroisse lors du retour des reliques de la cathédrale de Rouen de Vic-sur-Aisne, où elles avaient été mises à l'abri des invasions normands au Xe siècle. Le classement au titre objet est intervenu en novembre 1912. Il semble que la pièce qui recouvre l'une des deux faces du bras ait été rajoutée après le classement. Sur une photo de 1903, du bois brute apparaît en effet sur l'une des faces, et le bras présente un trou à l'emplacement des reliques. Sans que l'on sache dans quelles circonstances les reliques soient revenues, le reliquaire contient de nouveau des reliques depuis 1948. Elles sont enfermées dans un petit médaillon appliqué sur le bras. Afin d'empêcher que le reliquaire ne soit dérobé, il était exposé dans une niche grillagée, dans la nef, à l'est de la chaire. Le fond de la niche donnait sur un petit local voûté en berceau, qui existe toujours. C'est dans ce même local que débutait le souterrain. Accessible depuis le croisillon nord, il était protégé par trois portes successives, dont la troisième est blindée, et six serrures. Considéré comme disparu par Isabelle Isnard lors du récolement de 1999, il a en fait confié au musée départemental de l'Oise par la commune, où il n'est toutefois pas exposé[7],[18],[22].
- L'osculatoire ou baiser de paix en cuivre fondu et ciselé, sans doute doré à l'origine, représente le Christ en croix entre la Vierge de douleur et saint Jean, sous une arcature trilobée flamboyante. Il mesure 9 cm de hauteur pour 6 cm de largeur, et date du XVe ou du XVIe siècle. L'objet n'est pas mentionné dans les inventaires de l'église avant son classement en novembre 1912. Il est réputé disparu depuis le début des années 1980. En réalité, il a été versé au trésor de la cathédrale de Beauvais, où un objet tout à fait identique, preuves photographiques à l'appui, apparaît pour la première fois dans l'inventaire au moment du récolement de 1995[23],[24],[25]. La déplacement de l'objet précieux a de toute évidence été effectué par l'abbé Jean Vasseur sans concertation avec la municipalité de Therdonne. Ainsi, plusieurs objets du mobilier de l'église Notre-Dame de Marissel s'étaient également retrouvés dans le trésor de la cathédrale. Ils ont retrouvé le chemin de Marissel depuis, à l'exception du retable (voir dans l'article consacré à cette église).

### Statues
- Le Christ en croix en bois polychrome, dimensions non prises, date du XVIe siècle, et est accroché au revers de la façade. Il provient certainement d'une poutre de gloire. Le crucifix est constitué de branches de bois écotées, inscrites dans un encadrement. Un morceau de la Vraie Croix y est incrustée. Il provient de la Chartreuse de Paris, et son authenticité est attestée par un acte délivré le 9 juin 1603. Chacune des quatre extrémités arbore un trilobe contenant l'un des symboles du Tétramorphe, avec légende. Tout en bas, s'y ajoute une statuette de la Vierge Marie au-dessus d'une tête de chérubin aux ailes déployées. Le Christ est vêtu d'un perizonium court, avec un long pan à l'arrière. Il baisse la tête, couronnée d'épines. L'on note son corps longiligne avec une musculature et une ossature bien marquées[26],[27].
- La statue de la Vierge à l'Enfant assise est en bois polychrome, et sculptée en ronde-bosse. Ses dimensions n'ont pas été prises. Elle date du XIVe siècle. Son état de conservation est médiocre. Cependant, la couronne, qui manquait pendant un certain temps, a été remplacé par un objet rapporté en 2009. Comme par ailleurs plusieurs éléments du mobilier de l'église de Marissel, la Vierge est déclarée perdue dans le récolement de 1995. Cela vient peut-être de sa ra représentation déformée, beaucoup trop allongée, sur la photo de l'inventaire de 1912, et de l'absence de couronne en 1995. Cette œuvre est également classée depuis novembre 1912, et attend toujours sa restauration[28],[29].
- La statue de saint Ouen était en bois polychrome, et sculptée en ronde-bosse. Elle représentait l'évêque de Rouen en tenue épiscopale et tenant la crosse, installé sur une chaise au haut dossier richement sculpté de motifs flamboyants, à l'instar des fauteuils de célébrant du XVIe siècle, époque de laquelle datait la statue. Elle a elle aussi été classée en novembre 1912. On ne sait plus à quel moment elle a disparu, mais la perte n'est pas récente[30],[31].

### Clôtures et boiseries
- La grille qui sépare la nef du chœur est en bois. Elle est surmontée d'un couronnement en fer forgé, ou de « fil enjolivé »), pour reprendre les termes du marché. L'ensemble mesure entre vingt-et-un et vingt-deux pieds de large, et près de neuf pieds de haut, selon les termes du marché passé avec Adrien Guilbau en date du 12 juillet 1713 pour une valeur de 900 livres (sans compter les cent sols pour le vin). L'artisan devait verser quatre-vingt livres de dédit s'il n'avait pas terminé son ouvrage à la Toussaint. Surtout le décor en fines volutes de fer forgé qui la surmonte est remarquable. Comme à l'accoutumée, elle cumule sur un Christ en croix au-dessus de la porte à double vantail[32]. Cet élément du mobilier n'est pas protégé au titre des monuments historiques.
- Les clôtures des deux chapelles ou croisillons du transept sont en bois. Elles sont ajourées grâce à des grilles composées de balustres en bois tourné, qui sont reliées les unes aux autres par des arcatures en plein cintre arborant une rosette dans chaque écoinçons. Cette disposition n'existe pas au-dessus des portes, où l'on trouve un registre supplémentaire. Le soubassement des grilles est plein. Il s'agit du dos des alcôves contenant les bancs des chantres. Il n'est pas certain si ces clôtures sont visées par l'arrêté d'inscription des boiseries des croisillons (voir ci-dessous).
- Les boiseries de la fin du XVIe siècle du croisillon nord ne sont plus conservées que pour moitié, soit à l'ouest et à gauche du mur du fond. Elles se composent de panneaux à fenestrages de forme allongée, regroupées trois par trois sous une sorte d'entablement. Chaque panneau est peint d'une figure de saint ou d'Apôtre, et arbore, tout en haut, une palmette sculptée en bas-relief. L'entablement affiche une frise de motifs végétaux également sculptée en bas-relief, dont la facture est baroque. Des consoles revêtues de feuilles d'acanthe séparent les segments. Les boiseries contemporaines du croisillon sud se limitent aujourd'hui à la partie gauche du mur du fond. Elles présentent, globalement, le même agencement, mais ne comportent aucun décor sculpté, ni de consoles. Ici, les sections d'entablement sont peintes de scènes de la vie de la Vierge, et par extension, du Christ. L'on distingue notamment l'Éducation de la Vierge par sainte Anne, l'Adoration des bergers, l'Adoration des Mages et la Fuite en Égypte. Toutes ces boiseries sont aujourd'hui parvenues en fin de vie. Elles ont été inscrites en mars 1991, avec les apports du XIXe siècle qui comblent les manques[33].
- Le lambris de semi-revêtement du chœur est en bois de chêne taillé. Il mesure 298 cm de hauteur et 537 cm de longueur en tenant compte des manques, et englobe des crédences, une au nord et une au sud. Ces boiseries commencent par un panneau à fenestrage de hauteur réduite, surmontée d'une volute baroque. Elles se composent sinon d'un segment large entre deux segments étroits dans la première travée, et de deux segments larges entre trois segments étroits dans la partie droite de l'abside. Elles habillent en outre les piliers engagés à l'intersection des travées, et dans les angles nord-est et sud-est de l'abside. Pour l'ensemble des segments, le registre inférieur est de même hauteur, et se compose de simples panneaux à fenestrages frustes. Les segments étroits sont à deux registres. En haut, les panneaux du deuxième registre est sculpté d'une chute de fleurs. Les segments larges sont à trois registres. Les panneaux du deuxième registre affectent une forme galbé, et sont surmontés d'un décor rocaille. Le troisième registre, de faible hauteur, arbore une guirlande sculptée en bas-relief. Classées en novembre 1912, ces boiseries ont néanmoins été retirés par le prêtre desservant en 1936. Elles ont été remontées depuis, mais certains segments n'atteignent plus la hauteur normale, et plusieurs éléments manquent. Dans leur état actuel, les boiseries paraissent tout de guingois. La partie inférieure est en outre attaquée par l'humidité. Les pieds des crédences sont rapportés[34].
- Le panneau peint sur bois et représentant saint Ouen en tant qu'archevêque de Rouen, mitré et auréolé, a servi de porte, et comporte encore un trou de serrure. Il date du XVIIe siècle, et est inscrite depuis septembre 1991[35]. Ce panneau n'est actuellement pas visible dans l'église (sans illustration).

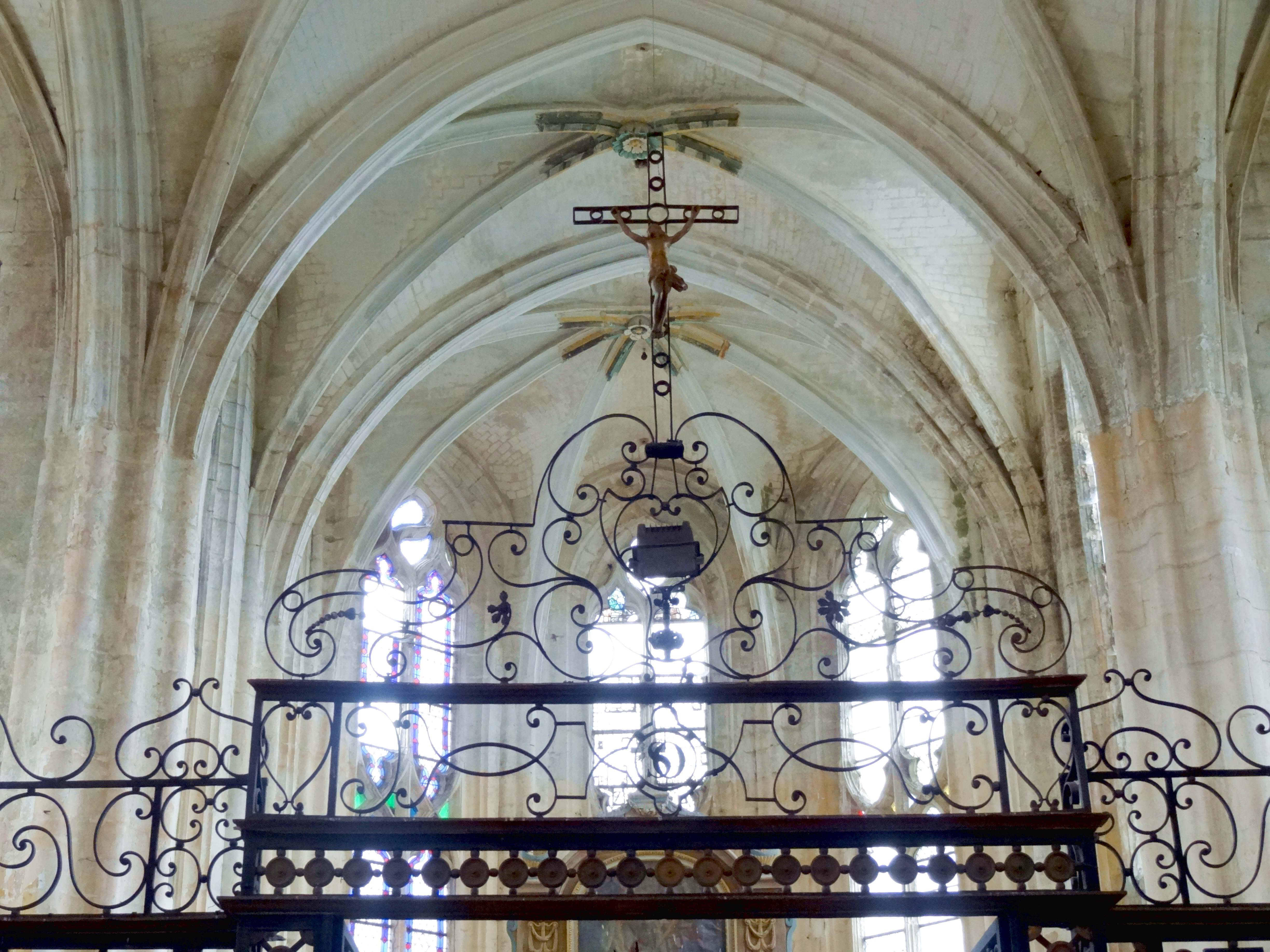
Clôture de chœur, détail.
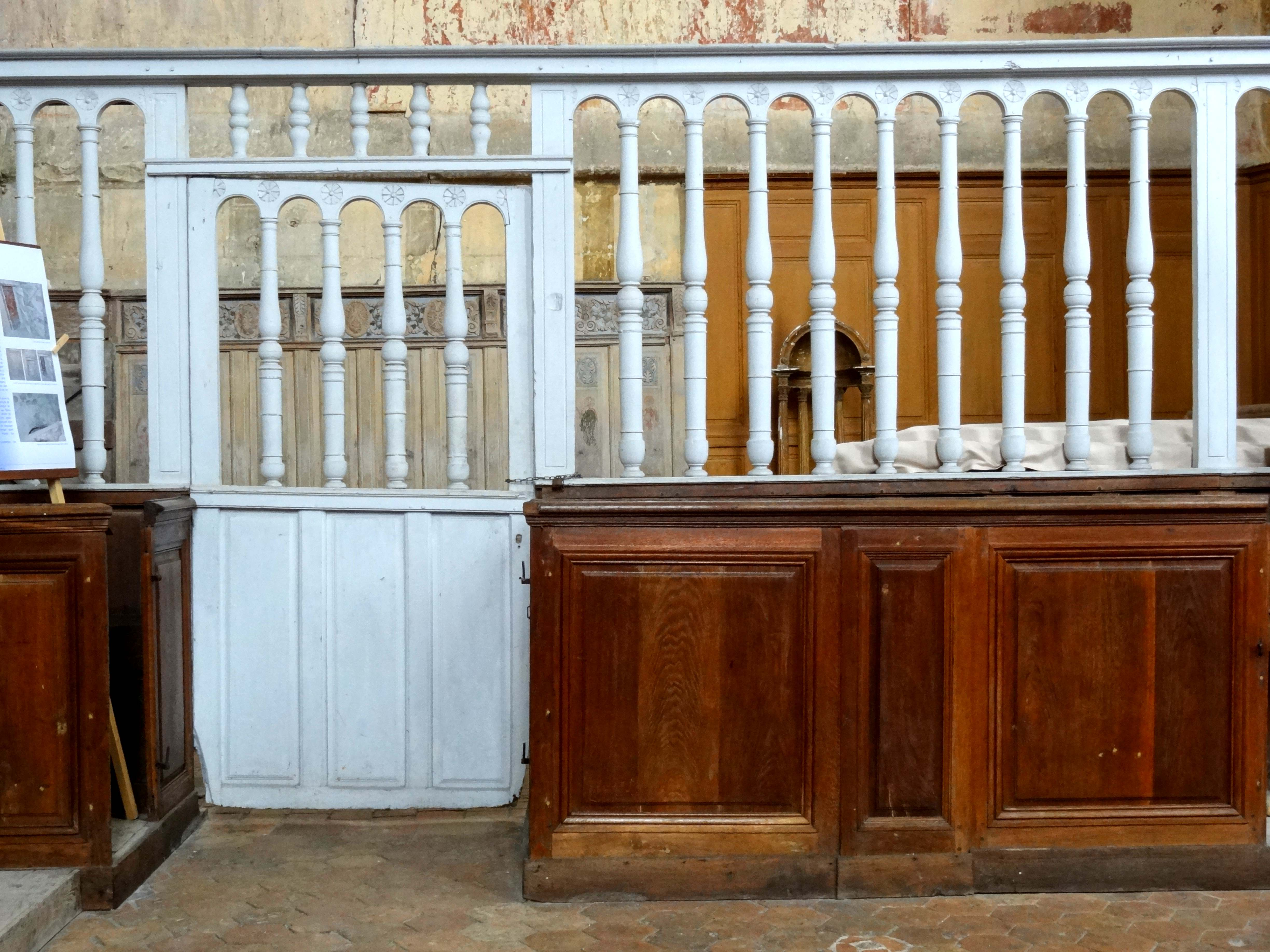
Clôture du croisillon nord.
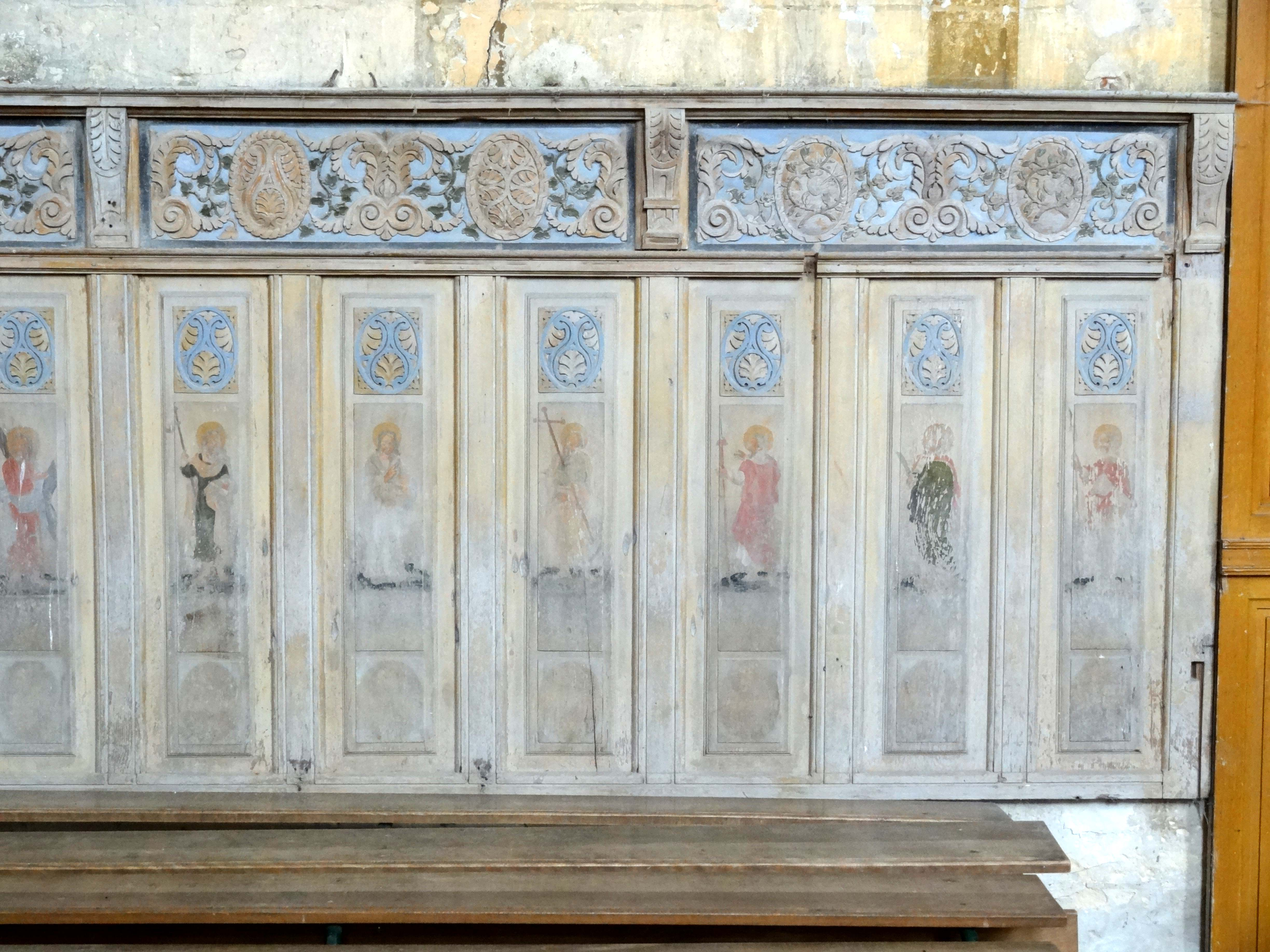
Boiseries, croisillon nord.
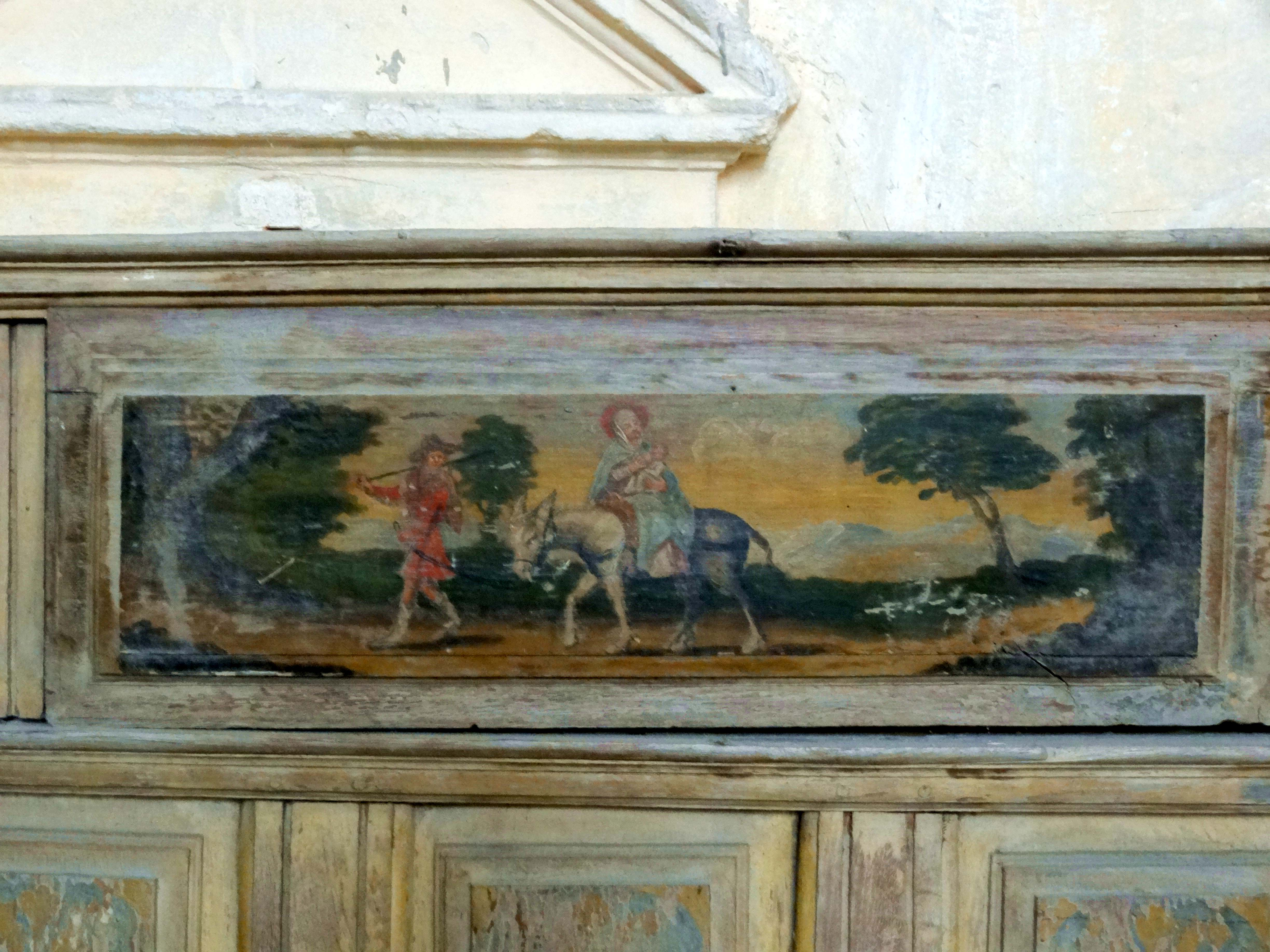
La fuite en Égypte.
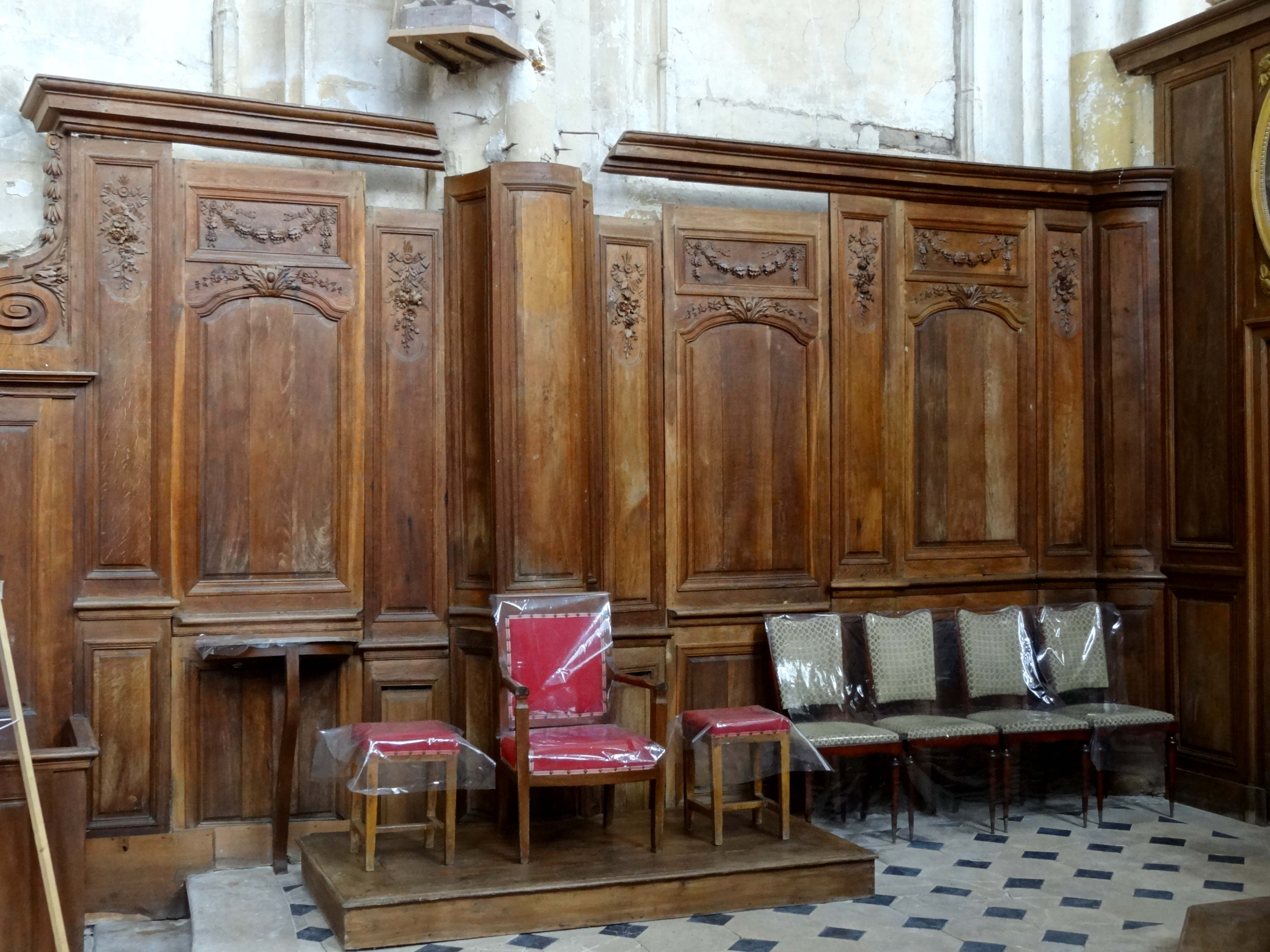
Boiseries du sanctuaire.
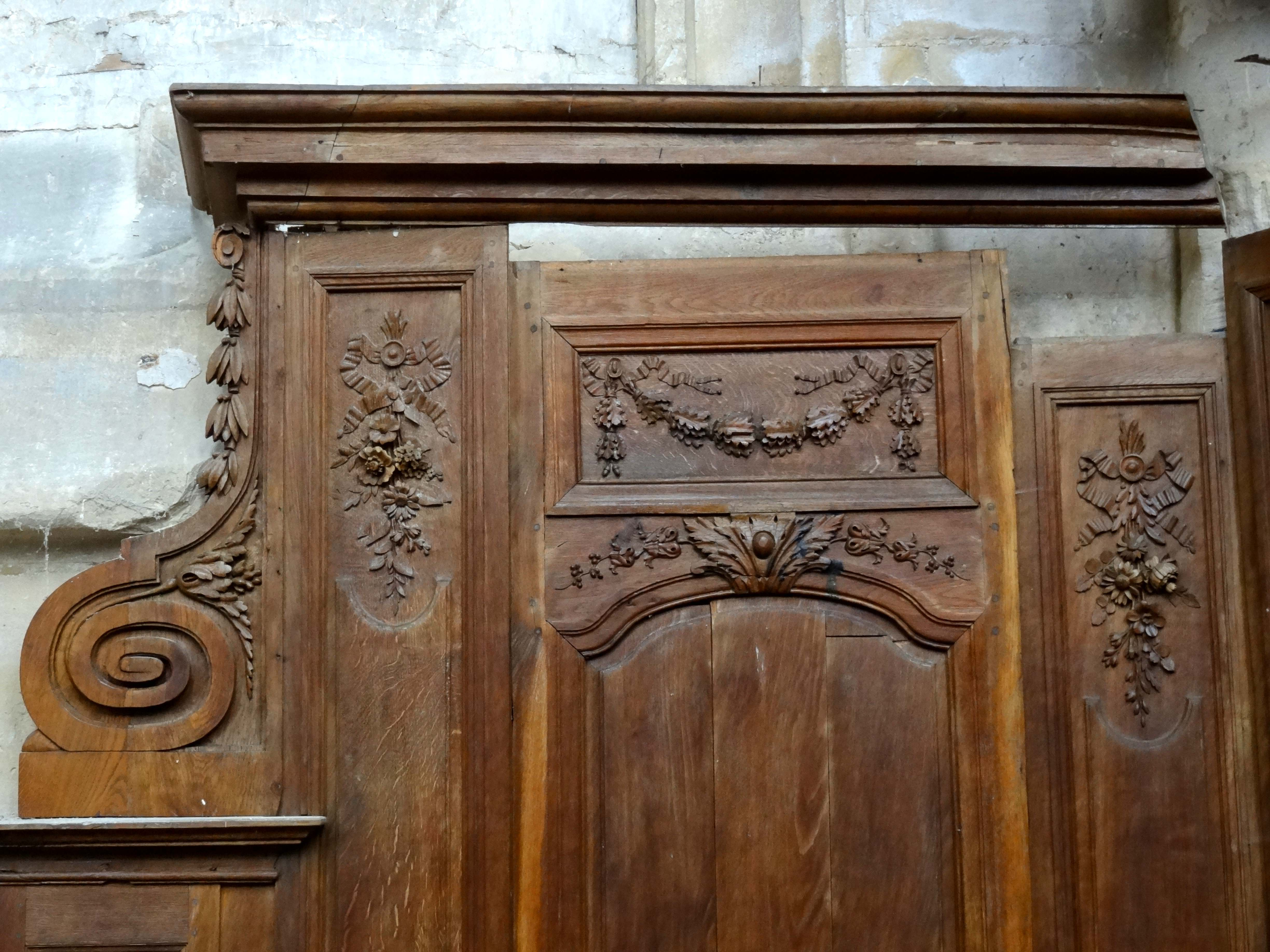
Boiseries du sanctuaire.

### Vitraux
Les vitraux du XVIe siècle du transept et du chœur ont disparu depuis une époque indéterminée. Ne restent que quelques fragments peu significatifs, qui témoignent toutefois d'une bonne qualité d'exécution et d'un grand souci du détail. Des restes de bordures forment une sorte de croissant dans le soufflet central du tympan de la verrière nord du transept. Dans le croisillon sud, l'on trouve une représentation de saint Pierre, reconnaissable à une immense clé. À la première vue, cette figure semble encore complète, mais elle est en réalité assemblée de nombreux bouche-trous. Une partie des cheveux est formée par un fragment de bordure, la tête pourrait tout aussi bien être celle d'un démon, et l'on dénombre trois mains, soit une main dans le prolongement du bras droit et deux mains enserrant le pied d'un calice, plus à droite. Des fragments de différente nature, décor architecturé, fond paysager, bordures, etc., ont été regroupés dans le tympan de la baie d'axe du chevet. L'on y distingue aussi des ailes et une tête de dragon en grisaille. L'on espère retrouver un jour des vitraux, déposés à l'annonce d'un conflit, et rangés dans des caisses, dans le souterrain partant de l'annexe du croisillon nord.

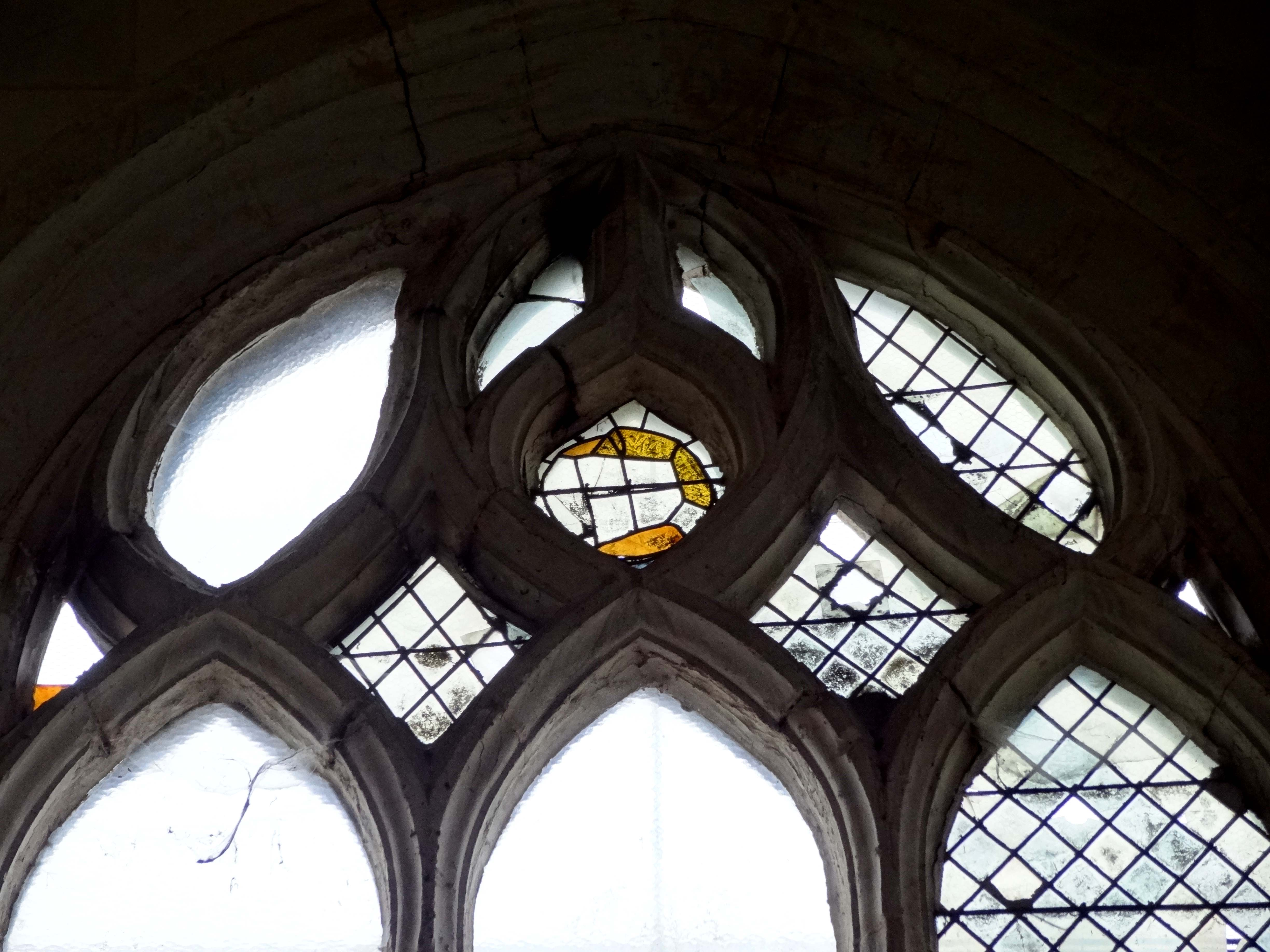
Croisillon nord.
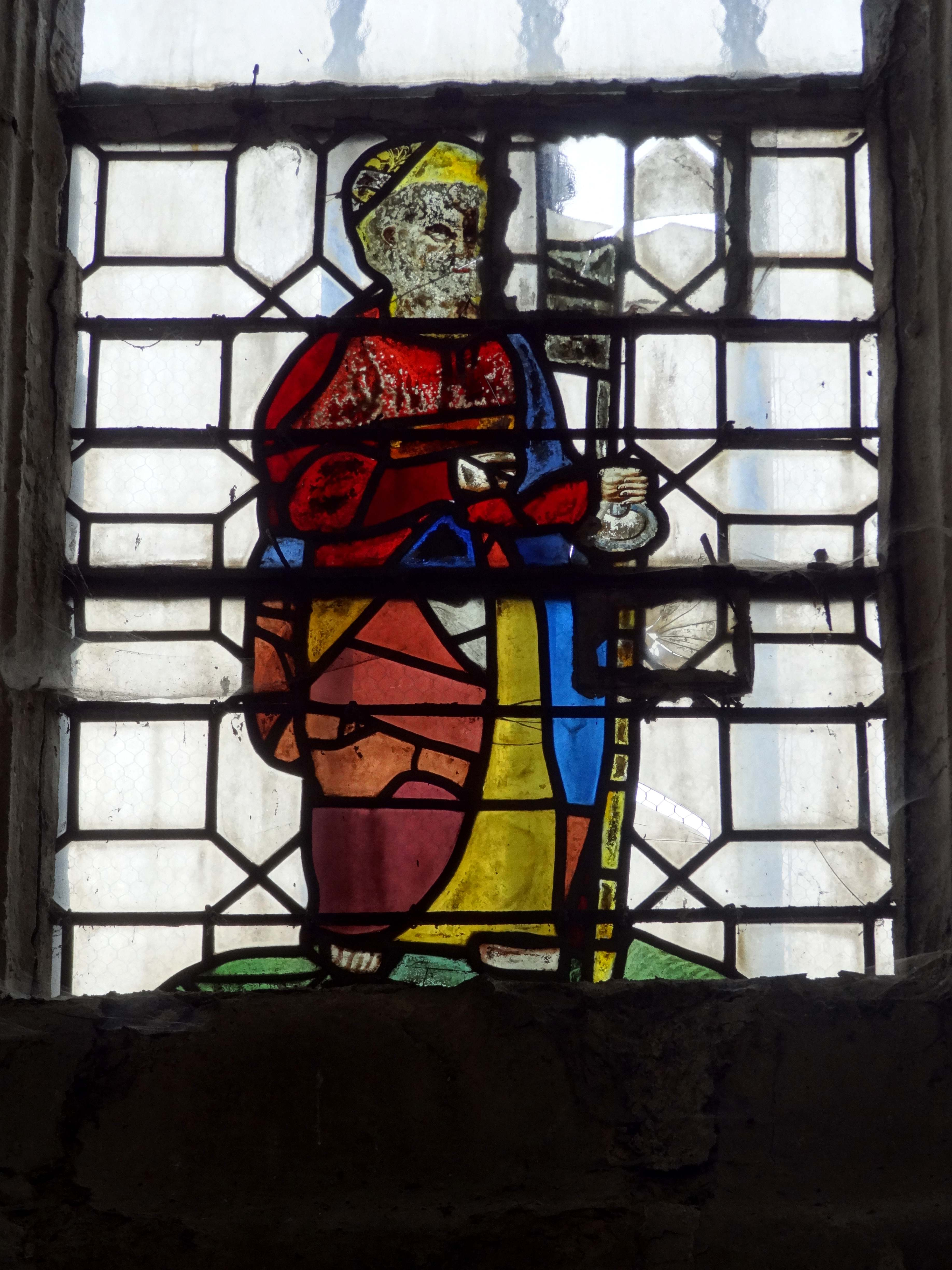
Croisillon sud.
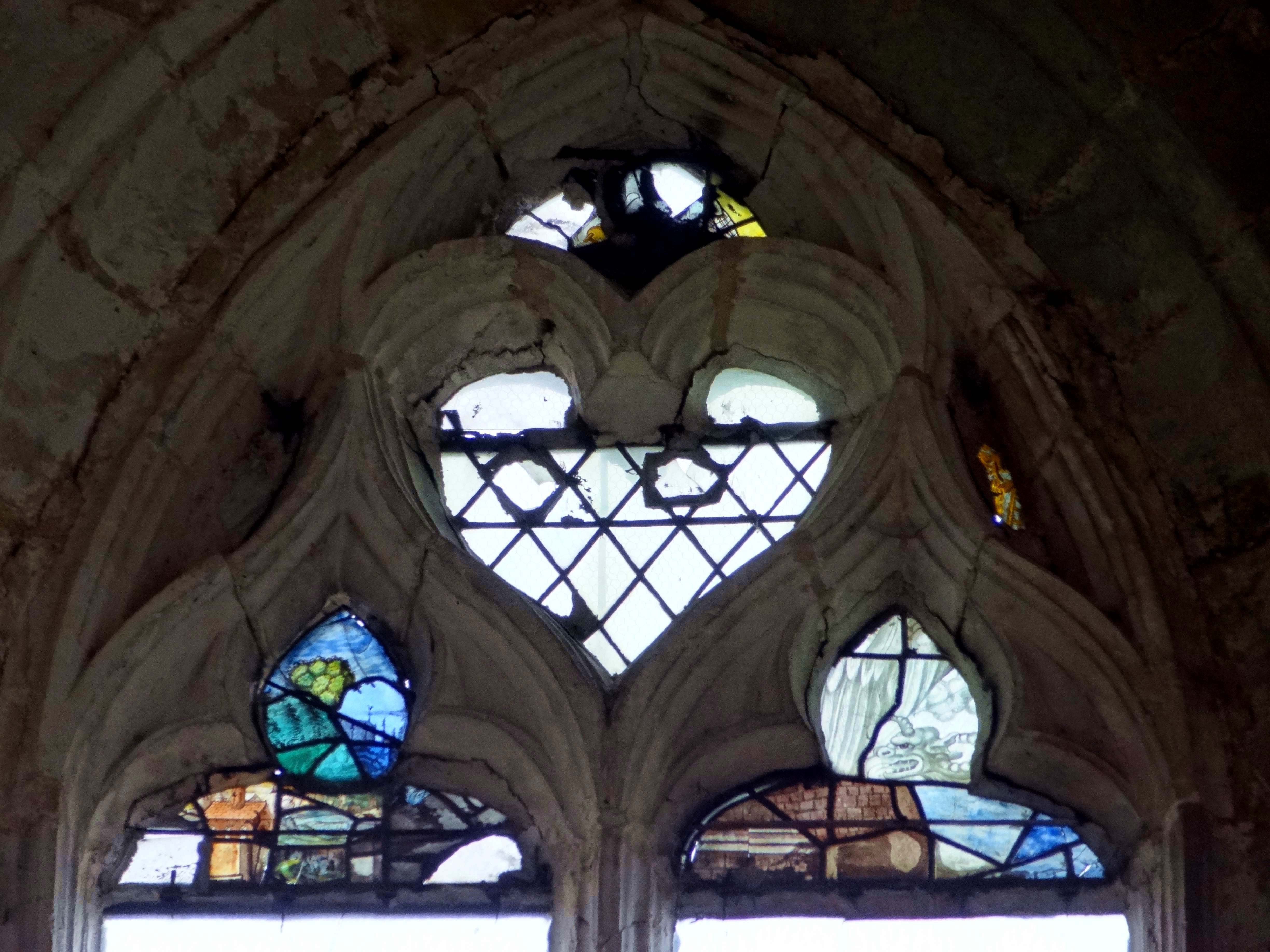
Verrière d'axe.